# Histoire de la culture du cacao

Principales zones de culture des différentes variétés de cacao au XXIe siècle :

- Trinitarios
- Criollos
- Forasteros
- Cupuaçu
- Nacional

L'histoire de la culture du cacao commence en Mésoamérique, à partir du IIe millénaire av. J.-C., notamment dans les zones tropicales de l'isthme de Tehuantepec et de la péninsule du Yucatán.
Le cacaoyer est un arbre dont les graines, appelées fèves de cacao, permettent de produire le cacao par torréfaction. De nos jours, il est cultivé sur plusieurs continents, dans les zones tropicales et équatoriales (situées entre le 15e parallèle Nord et le 15e parallèle Sud, ces zones étant surnommées la « ceinture du cacao »), .
Après la conquête espagnole, et notamment à partir du XVIIe siècle, la culture du cacao fut introduite dans de nouveaux territoires sud-américains. Au début du XIXe siècle, le Venezuela couvrait plus de la moitié de la demande mondiale de cacao. Sa culture s'est ensuite répandue en Asie et en Afrique à partir du XIXe siècle, et la production mondiale a été multipliée par 25 entre 1900 et 1994. Au XXIe siècle, c’est l'Afrique de l'Ouest, et en particulier la Côte d'Ivoire, qui produit la majeure partie du cacao mondial.
Fragile, le cacaoyer demande des soins auxquels la culture de rente par l'esclavage n'a pas su répondre. Environ 250 000 personnes ont été réduites en esclavage pour la culture du cacao, contre 5 millions pour le sucre et 2 millions pour le café. Plus de 80 % de la production mondiale provient aujourd'hui d'exploitations familiales de moins de 5 hectares.

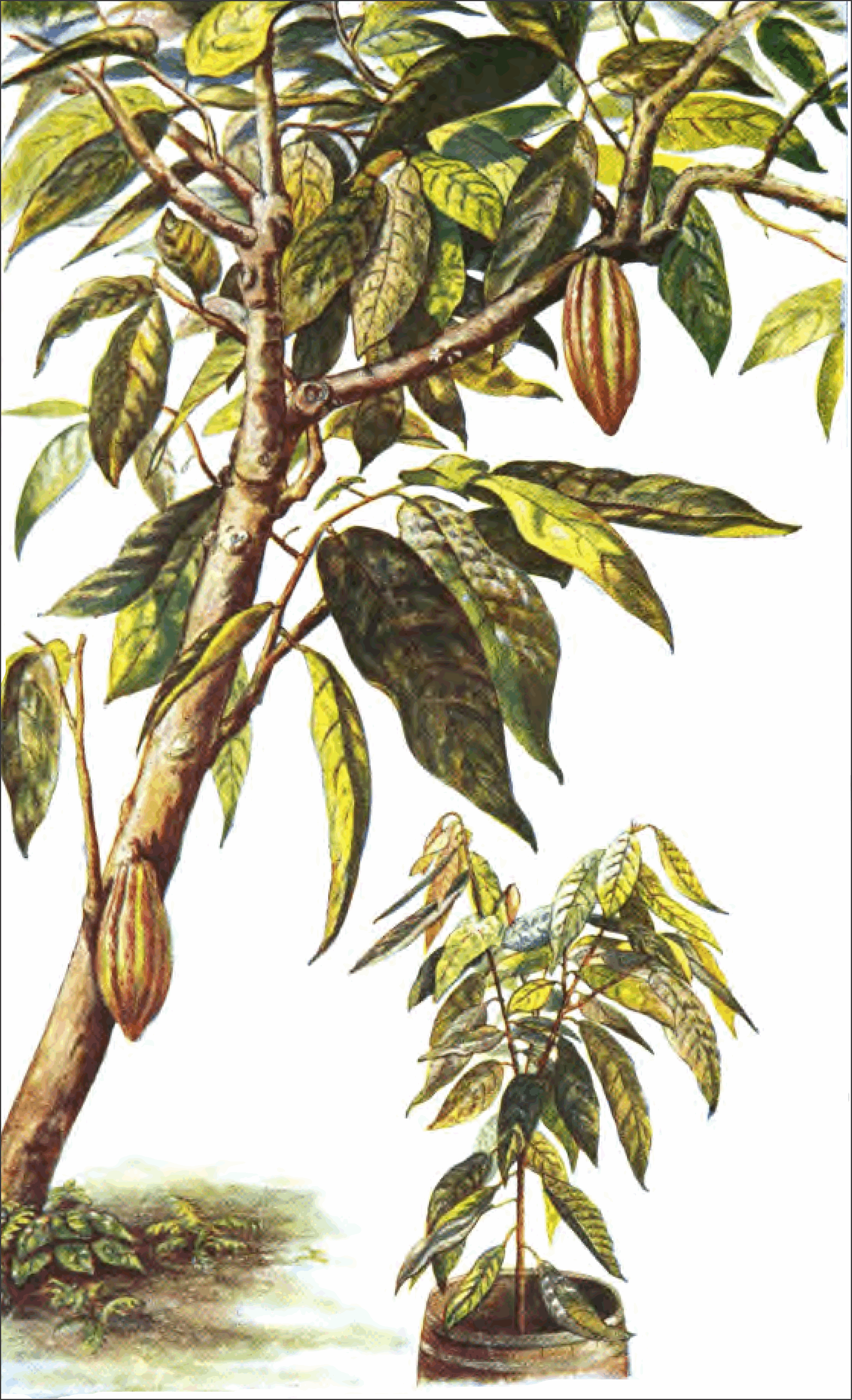
Cacoyer et ses graines, gravure 1903.

## Avant leXVIesiècle: dans l'Amérique précolombienne

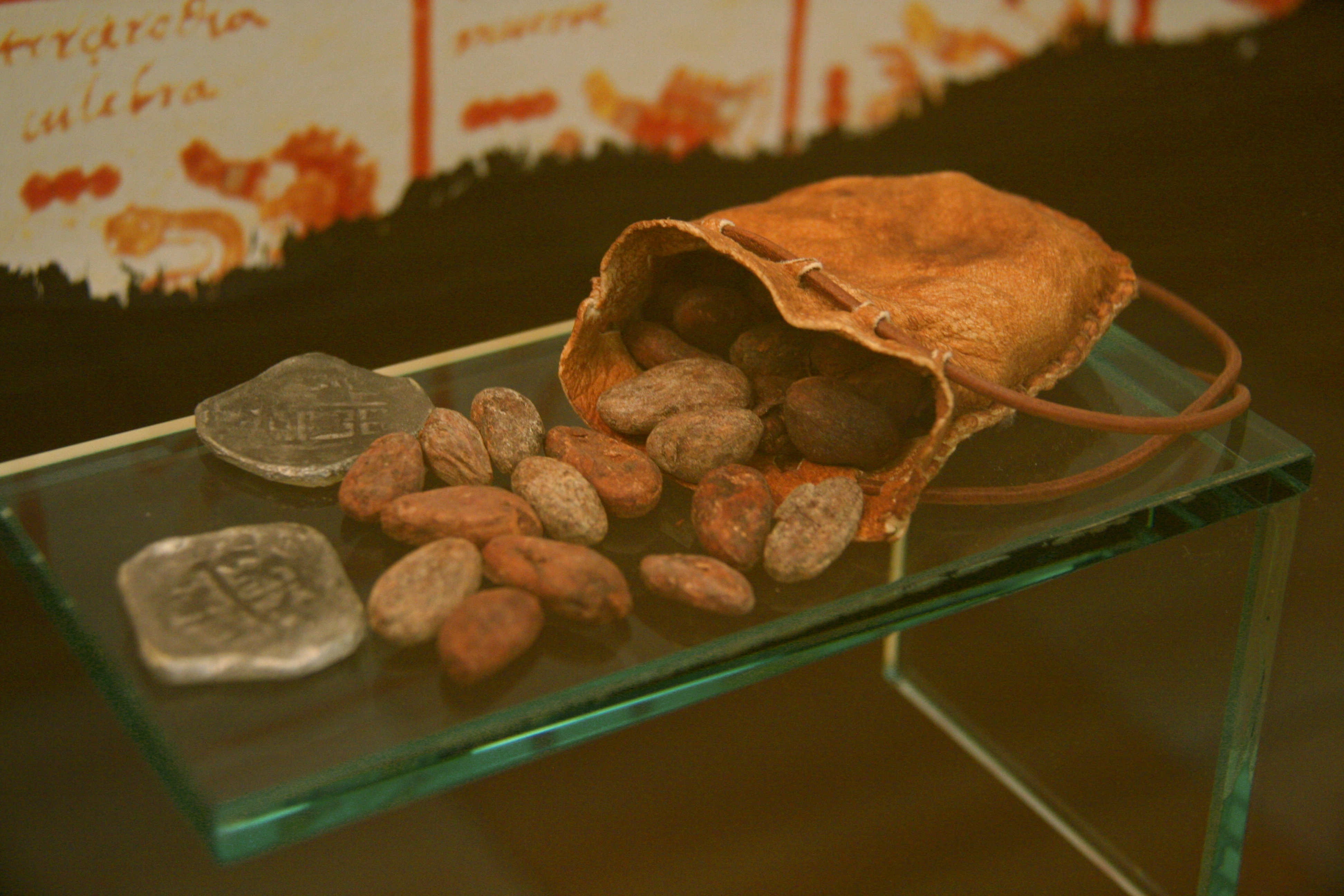
Les fèves de cacao étaient utilisées comme monnaie en Mésoamérique.

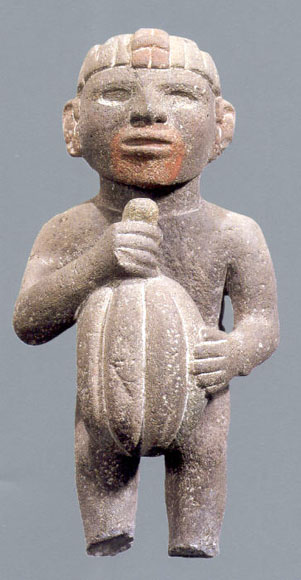
Statue aztèque d'un homme portant une cabosse de cacao.

Le cacaoyer, originaire du bassin amazonien, a été cultivé principalement en Mésoamérique, où le cacao était produit à des fins alimentaires, rituelles, médicinales et économiques (les fèves de cacao étant utilisées comme monnaie, notamment à l'époque postclassique).

### Période préclassique: domestication
Les analyses génétiques permettent de supposer que le cacaoyer est originaire du nord de l'Amazonie, en Amérique du Sud,,.
La domestication du cacaoyer semble avoir eu lieu sur la cote pacifique de l'Amérique du Sud dans le sud-est de l'actuel Equateur il y a 5300 ans. Des traces de théobromine ont été découvertes dans des céramiques de la culture Valdivia; ainsi que des traces d'ADN de plusieurs variétés de cacaoyer, ce qui témoigne d'échanges avec les zones d'origine des hautes vallées de l'Amazonie et non d'une simple cueillette locale.
C'est dans l'aire mésoaméricaine que la culture du cacao est ensuite attestée. Elle s'y est répandue, de manière extensive, dès le préclassique ancien, et les mythologies mésoaméricaines les plus anciennes y font référence. Des fouilles archéologiques ont permis de trouver des traces de cacao au Mexique, dans l'isthme de Tehuantepec, dans des céramiques Mokaya de Paso de la Amada (en) et dans des céramiques pré-olmèques d'El Manatí, datées du début du IIe millénaire av. J.-C. (entre 1900 et 1750 av. J.-C.). Une autre preuve de l'utilisation des fèves est découverte au Honduras à Puerto Escondido, en 2007, sur des récipients datés d'entre 1100 et 1400 av. J.-C. : l'analyse chimique des résidus indique qu'à cette époque, le mucilage entourant les fèves servait à la fabrication d'une boisson fermentée.

### Période classique
Les Mayas vouaient un véritable culte au cacaoyer. De ses fèves, ils tiraient un breuvage rougeâtre nommé kakaw,, censé guérir nombre de maladies (crises de foie, toux, brûlures, etc.). Leur dieu Ek Chuah était associé au cacao, et les cultivateurs et les marchands de cacao, notamment, lui consacraient des rituels. Selon l'historien du cacao Nikita Harwich, « le cacao est associé aux cérémonies du nom, douze jours après la naissance, comme aux rites d'initiation des jeunes mâles, une provision de fèves accompagne même le mort dans son voyage vers l'au-delà ».

### Période postclassique
Les Aztèques avaient une vénération identique pour le cacaoyer dont ils tiraient une boisson, le Xocoalt d'où vient le nom de chocolat. Avec les fèves, les écorces de l'arbre, la boisson chocolatée, ils combattaient différentes affections. José de Acosta au XVIe s., décrit dans son œuvre anthropologique que les indiens utilisaient la pâte de cacao "bonne pour l'estomac et contre les inflammations catarrhales".

## XVIesiècle: découverte européenne et propagation
Quand Christophe Colomb arrive sur l'île de Guanaja en juillet 1502, il reçoit des Aztèques des fèves de cacao et un bol de la spécialité locale, froide, âcre et fortement épicée qu'il s'efforce d'ingurgiter.
En 1528, Hernán Cortés a connaissance de la recette du chocolat aztèque. Son compagnon, Bernard Diaz del Castillo, très impressionné par les 2 000 jarres de chocolat mousseux fabriqué à l'intention des soldats de la garde de l'empereur, déclare que « lorsqu'on l'a bu, on peut voyager toute une journée sans fatigue et sans avoir besoin de nourriture ».
Hernán Cortés en rapportera des cargaisons en Espagne où le chocolat est accueilli froidement. Mais adouci par un ajout de sucre de canne ou de miel, servi chaud, puis accompagné de biscuits que l'on trempe dans l'onctueux et mousseux mélange, il devient la boisson à la mode[Quand ?][Où ?]. Un indispensable service à chocolat apparait bientôt. Il se compose d'une chocolatière, un pot à couvercle percé pourvu d'un petit moulinet, et de tasses hautes, plus profondes que les tasses à café, autre nectar en vogue depuis peu.
Les variétés de cacao les plus prisées viennent du Darién, région considérée par les Espagnols comme produisant les meilleurs cacaos, de Maracaïbo (province de Caracas) et de Gibraltar, (province de Caracas) et de la baie de Porteté, dans le département de La Guajira, en Castille d'Or.
Après 1530, la compagnie allemande des Welser de Augsburg colonise l’arrière-pays, mais sans grand succès. En 1556, sa concession est résiliée et le Venezuela rattaché à la couronne espagnole. Les premières plantations de cacao et de tabac sont constatées. Les ports de Santa Marta, Trujillo et Puerto Cabello sont écumés par le corsaire français huguenot Pierre Bruxel, jugé par un tribunal de l’inquisition après sa capture en 1560. Le contenu de ses navires prouve un trafic de cacao, en échange de marchandises du nord de l'Europe, jugées précieuses par la population de Merida, dans le Yucatán.
Les Pays-Bas espagnols découvrent avant les autres pays européens les délices du chocolat. Mais dans les années 1580, leur partie nord devient la Hollande. Les ingénieurs flamands, devenus hollandais, connaissent bien la lagune saline de Punta d'Araya qu'ils ont canalisée en 1567, lors de la création de Caracas. Face aux convoitises hollandaises, l'Espagne trace les premières « routes du chocolat » : des convois de navires, vers l'Espagne. Lourdement taxé, coûteux à protéger, le cacao reste très onéreux.
Les juifs marranes sont chassés d'Espagne en 1492 puis du Portugal vers 1536. En 1609, ils débarquent à Bayonne. Parmi eux, de nombreux chocolatiers, qui vont faire de la région un centre de production français. Le cacao arrive à la Cour de France en 1615, lors des noces de l'infante Anne d'Autriche, fille de Philippe III d'Espagne, avec Louis XIII.

## XVIIesiècle: développement du commerce international

### Marchands néerlandais
Les Belges du port d'Anvers, dans les Pays-Bas espagnols, avaient la connaissance des approvisionnements en cacao de l'Empire espagnol. Les marchands juifs et protestants d'Anvers fuient à Amsterdam à la fin du XVIe siècle puis tissent un réseau de livraison de cacao au départ de la petite île antillaise de Curaçao.
En 1609, les juifs portugais fuyant l’Inquisition, passent la frontière, arrivent en France à Bayonne et établissent leurs quartiers à Saint-Esprit, au-delà des remparts où la ville les repoussent. À la mort d'Henri IV de France en 1610, plusieurs d'entre eux préfèrent se réfugier à Amsterdam, devenue la plaque tournante mondiale du cacao. Dès les années 1616 à 1626, des colonies permanentes néerlandaises s'installent sur les estuaires de l'Essequibo, de la Berbice puis de la Demarara, dans l'actuel Guyana.
L'appétit des marchands hollandais pour le cacao est tel qu'en 1658 ils demandent à l'empire espagnol une réduction des droits à payer sur les cargaisons de cacao qu'ils convoient légalement après la guerre de Trente Ans (1618-1648), lorsque l'Espagne reconnaît la Hollande, ancienne partie Nord des Pays-Bas espagnols. Dès 1663, les autorités espagnoles, via leur ambassadeur à La Haye, constatent qu'une large partie des cargaisons de cacao transite par l'île hollandaise de Curaçao, où une cotation des différentes qualités de cacaos est mise en place en 1683. Le cacao de l'Équateur est identifié comme plus amer et nécessitant d'être mélangé à du sucre.
Mobiles, marins, plus marchands que planteurs, les Hollandais réussissent mieux dans le cacao, matière qui nécessite de tisser des réseaux commerciaux entre villages amérindiens isolés et limonadiers européens audacieux. Ils auront beaucoup plus de difficultés dans le sucre, culture consommatrice d'esclaves : le 3 juin 1621, une charte donne monopole à la Compagnie néerlandaise des Indes occidentales, mais ce n'est qu'après la bataille de la baie de Matanzas, gagnée en 1628, que la compagnie s'intéresse au Pernambouc (Brésil), démarrant en 1630 l'histoire du Pernambouc, en prenant progressivement Recife, Natal et Salvador. Au Ghana en Afrique, le comptoir d'Elmina, n'est conquis qu'en 1637, puis reste isolée. Dès 1654, les Hollandais doivent fuir le Brésil, après seulement 24 ans de présence, et se replier sur le Suriname. En 1674, malgré leur suprématie navale, les Hollandais n'ont importé que 25 000 Noirs en Amérique lorsque la Compagnie néerlandaise des Indes occidentales est dissoute, face à des rivaux plus puissants, en particulier dans les traites négrières : Londres a créé en 1672 la Compagnie royale d'Afrique et Paris en 1673 la Compagnie du Sénégal.

### Réseaux commerciaux de la diaspora juive

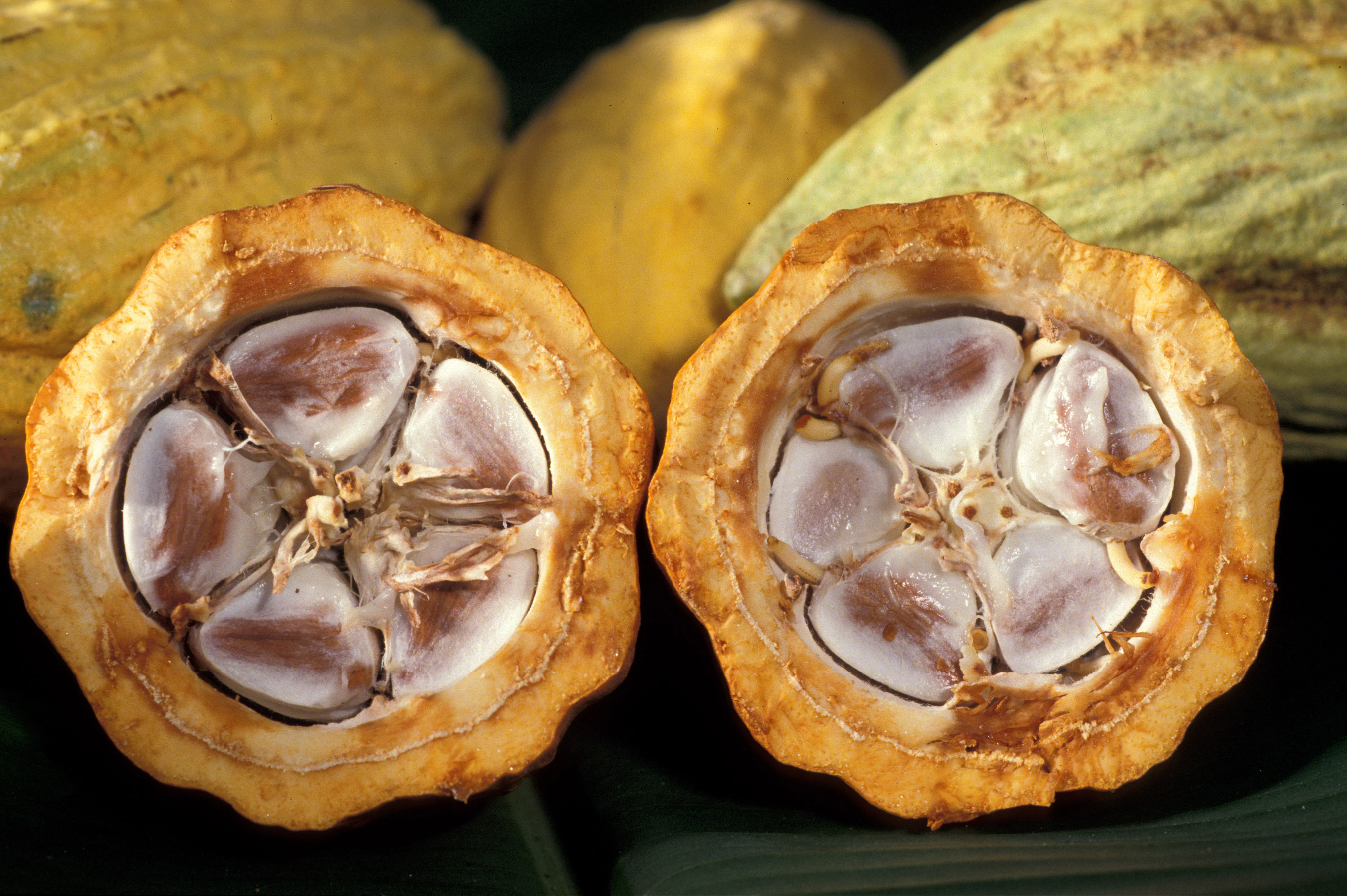
Section transversale d'une cabosse.

Installée dans les ports d'Amsterdam, Bayonne ou Livourne, sur côte toscane d'Italie, la diaspora juive chassée d'Espagne a la capacité d'importer du cacao, grâce à ses réseaux commerciaux. La consommation en Europe est alors surtout réservée aux voyageurs, comme l'Italien Francesco Carletti en 1616, aux têtes couronnées et surtout aux pharmaciens, comme l'Allemand Johann Georg Volkamer, qui le découvre en Italie en 1641. En 1559, quatre navires corsaires de Bayonne et Saint-Jean-de-Luz pillèrent Puerto Caballos, au Honduras.
En France, le 28 mai 1659, Mazarin accorde un monopole de 29 ans, à l'officier toulousain de la Reine, David Chaillou, qui tient boutique au coin de la rue de l'Arbre-Sec et de la rue Saint-Honoré, près de la « Croix-du-Tiroir » à Paris. Ce monopole fut remplacé par une lourde taxation, qui découragea le chocolat en France, malgré l'enthousiasme de madame de Sévigné : « J'en ai pris hier pour me nourrir afin de jeûner jusqu'au soir. »
La production repose sur les premiers entrepreneurs du chocolat au Pays basque, installés à Saint-Esprit, aux portes de Bayonne où les registres paroissiaux de baptême mentionnent en 1687 « un habitant de Saint Esprit, faiseur de chocolat », et à Cambo-les-Bains. Entre 1710 et 1720, s'installent à Bayonne et Saint-Jean-de-Luz, des basques espagnols de Saint-Sébastien, Azpeitia, Urdax et Ainhoa, qui s'appellent Ezcura, Amitsarobe, Istillart, et Latamendia. Les relations sont suivies avec les autres communautés séfarades, dont la plus importante vit à Amsterdam. Les juifs de Bayonne, expulsés en 1597, s'étaient installés à Saint-Esprit ou à Amsterdam.
Les rabbins de Bayonne composent des livres en espagnol, dans la clandestinité, comme Historia Sacra Real d’Yshak de Acosta, en 1691. En 1684, M. de Riz, intendant, obligea 93 familles juives à sortir du royaume. Le 23 août 1691, les échevins rendirent une ordonnance interdisant aux juifs portugais de Saint-Esprit de faire des acquisitions à Bayonne. Vers 1723, un recensement de Saint-Esprit dénombre 1 100 juifs et 3 500 français, principalement actifs dans le sel, la colle et le chocolat.
La diaspora du cacao regroupe aussi des Anglais venus en 1651 et 1659 à Curaçao, ou des Italiens Granas originaires de la ville toscane de Livourne, appelée Leghorn en hébreu, nom également donné à une ville de Curaçao d'où partent les fondateurs de Tucacas, au Venezuela en 1693. L'Italie et le Pays basque seront ainsi reliés au cacao vénézuélien, avec au siècle suivant des cargos de cacao pour Bilbao et Livourne.

### Échecs dans les Caraïbes
En Martinique, le cacao a été introduit en 1660 par le marchand juif Benjamin da Costa d'Andrade, qui ramenait des plants du Venezuela, où ils les avait acquis des indiens, ainsi que la technique de préparation du breuvage, en 1664. En 1679, le navire français Le Triomphant, transporte vers la métropole la première cargaison de cacao produit dans l'île.
En 1685, les quelques dizaines de juifs vivant à la Martinique sont expulsés, à la demande des jésuites et selon le Code noir, dont le premier paragraphe stipule : « Enjoignons à tous nos officiers de chasser hors de nos isles tous les juifs qui y ont établi leur résidence, donc d'en sortir dans trois mois (…) à peine de confiscation de corps et de biens. »
Ce texte ne fait que confirmer les mesures prises depuis deux décennies contre les protestants et les juifs, déjà exclus du raffinage de la canne à sucre par la suppression, au début des années 1680, des mesures d'incitation prises 20 avants par Colbert. Les juifs qui tenaient quelques commerces s'en vont et le cacao, moins rentable, plus difficile à commercialiser, est ensuite rayé de la carte des îles françaises.
Le père Labat en explique la raison en 1706, dans son Nouveau Voyage aux isles Françoises de l'Amérique : « Comme le cacao n'était pas une marchandise d'un bon débit en France, parce que le chocolat n'y était pas fort en usage et qu'il était chargé de très gros droits d'entrée, les habitants ne s'attachaient qu'au sucre, au tabac, à l'indigo, au rocou, au coton et autres semblables marchandises, dont le débit était facile et avantageux par la grande consommation qui s'en faisait en Europe ».
Benjamin da Costa d'Andrade tenta cependant de résister à son expulsion. Dans une pétition à Louis XIV, le 17 juillet 1689, il essaie de prouver au roi de France que son commerce est utile au royaume. Il échoue et doit alors partir pour le territoire néerlandais de Curaçao, avec sa femme et ses deux filles, Sarah et Esther, où un autre marchand brésilien de Recife, Isaac Da Costa s'était installé, dans les années 1650.
Il a peut-être participé ensuite à la création de Tucacas en 1693, avant de revenir à Londres en 1696 et de s'y remarier en 1699. À la même époque, Nicolas Witsen, de la Compagnie néerlandaise des Indes orientales a ramené le café d'Éthiopie au Jardin botanique d'Amsterdam pour l'acclimater en Indonésie à Batavia. D'autres  commerçants d'Amsterdam convergent alors vers Curaçao, comme David Cohen Nassi.

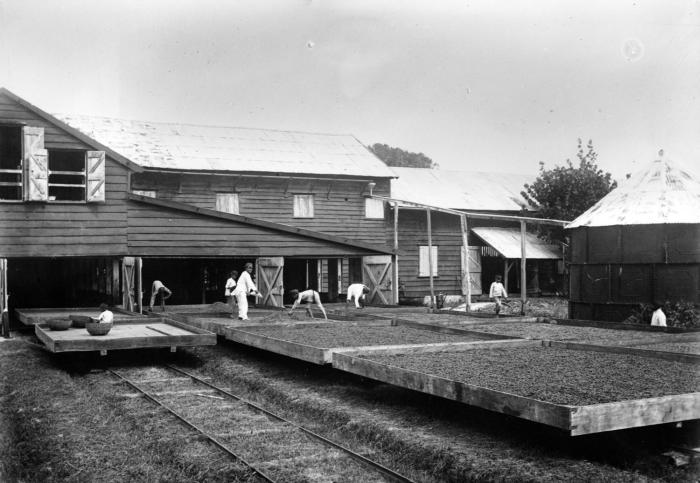
Séchage du cacao en extérieur, Surinam, vers 1930.

En 1660, Cayenne accueille 152 juifs, qui fuient en 1664 au Suriname, où les États de Zélande envoient en 1667 lors de guerres anglo-néerlandaises trois vaisseaux commandés par Philip Julius Lichtenberg, qui fonda les villes de Zéelandia et de Nouvelle-Middelburg, avec liberté de culte. Le marchand juif hollandais Samuel Nassy y obtint des concessions en septembre 1682 : des réfugiés religieux français, espagnols, anglais et portugais affluent. La colonie compte 90 familles juives en 1700 mais ne produit que 900 livres de cacao en 1706, jouant surtout les intermédiaires, en doublure avec Curaçao.
La culture du cacao sera tentée aussi à la Jamaïque, mais dans des proportions très modestes. Dans cette île tropicale, plusieurs épidémies dévastèrent les cacaoyers à la fin du XVIIe siècle, ce qui découragea ensuite la production, tandis que le sucre était plus attractif. Signalé en 1704, le cacao y resta insignifiant jusqu'en 1880. À Saint-Domingue, le cacao est concurrencé par le sucre, plus rentable, et l'indigo, plus en cour à Versailles. Les quelques boucaniers planteurs de cacao quittent le territoire pour s'installer dans la colonie française du Darién.

### Cacao vénézuélien, un enjeu de conflits
Les marchands hollandais de Curaçao sont rejoints par d'autres venus des colonies anglaises de Pomeroon-Supenaam et française de la Martinique en 1685 et s'intéressent au cacao, jusque là acheté en petite quantité sur le continent sud-américain, dans l'actuel Venezuela, aux Amérindiens de la rivière Yaracuy et diffusé en Europe[réf. nécessaire]. La colonie d'Essequibo, appelée aussi Pomeroon, fut fondée par des marchands hollandais puis investie par les Anglais.
En 1688, le trésor anglais autorise Pieter Henriques, de Londres, à importer 200 tonnes de cacao de Tucacas, à l'embouchure de la Rivière Yaracuy, à soixante kilomètres à l'ouest de Caracas, principale filière d'approvisionnement, qui devient un comptoir en 1693, juste en face de l'île de Curaçao.
En 1693, la guerre de la Ligue d'Augsbourg rapproche la Hollande et l'Espagne : le Venezuela tente une ouverture vers les Hollandais, acceptant les marchands de Curaçao, à Tucacas. Ils s'installent pour collecter le cacao des Amérindiens de l'intérieur des terres. Certains, venus de Pomeroon-Supenaam, colonie fondée quatre décennies plus tôt, parlent encore l'espagnol. Cette implantation est le moyen de concurrencer la filière cacaoyère qui émerge au Panama, aux mains des indiens kunas[réf. nécessaire].
Les Hollandais bâtissent une forteresse et une synagogue à Tucacas. Des convois de mule amènent le cacao, des vallées de Barquisimeto, Barinas, Turiamo, Coro, parfois même de Nouvelle-Grenade (actuel Colombie), via Santa Fe (future Bogota), ou de Quito (Équateur)[réf. nécessaire].
Les commerçants hollandais offrent en échange des textiles des Pays-Bas, des toiles de lin d'Allemagne, du vin de Madère et de Bordeaux, de la cannelle et du poivre des Indes orientales. Les entrepôts de la minuscule île débordent de produits textiles de toute l'Europe, selon une note du secrétaire de l'amirauté hollandais Job de Wildt en 1703. Des cargos font Curaçao-Livourne ou Curaçao-Bilbao mais le cacao de Tucacas sera après 1700 réexporté, dans des proportions croissantes, vers Londres, devenue l'autre plaque tournante de ce commerce.
L'armée espagnole attaque Tucacas, mais se heurte à la protection de navires hollandais et des amérindiens. La colonie hollandaise était commandée par Jurriaan Exteen, alias Jorge Christian, ancien capitaine de navire autoproclamé Marquis de Tucacas, président de la congrégation appelée « Santa Irmandad », et par son successeur Samuel Hebreo, alias Samuel Gradis Gabai, autoproclamé Señor de las Tucacas.
En 1711, Tucacas exporte 12 000 bales de cacao, selon Juan Jacobo Montero de Espinos, maire de Coro, qui attaque un des convois de mules. En 1717, le Venezuela devient membre de la Nouvelle-Grenade, avec la Colombie et l'Équateur. Le vice-roi Jorge de Villalonga, en raison des pressions de l'église catholique, décide d’éliminer Tucacas. Pedro Jose de Olivarriaga est nommé commissionnaire contre la « contrebande ». À la tête de 40 navires, il s'empare de la ville en 1720. La synagogue est détruite, les juifs fuient à Curaçao sur 30 à 40 navires. Cependant, les populations demandent à conserver des contacts commerciaux avec eux. En 1722, les juifs reviennent à Tucacas pour les foires commerciales, en janvier et juin mais aussi la collecte.
Jusqu'en 1720, Curaçao et son cacao vénézuélien rapportent plus à la Hollande que tout le Suriname et jusqu'en 1730, les Pays-Bas tirent plus d'argent de l'Amérique que la France et que l'Angleterre, même si dès les années 1740 ces deux derniers pays pèsent chacun deux ou trois fois plus, grâce à la montée en puissance du sucre.

## XVIIIesiècle

### Le Venezuela, leader de la production mondiale
Une fois Tucacas reprise aux Hollandais, les Espagnols créent en 1728 la Compagnie Royale Guipuzcoana, regroupant des basques, pour capter le trafic du cacao. De 1730 à 1733, deux ans après sa création, la compagnie affronte une révolte des amérindiens et noirs de la rivière Yaracuy, menés par leur leader Andresote métis né de parents noirs et amérindiens. Soutenue par les hollandais et petits planteurs blancs, la révolte est finalement matée par une armée de 1 500 espagnols et les insurgés durent se réfugier dans les collines. Andresote réussit à prendre la fuite en direction de Curaçao ; plusieurs de ses compagnons noirs furent exécutés mais les planteurs blancs qui les avaient soutenus ne furent pas inquiétés. Mais la moitié du cacao de la vallée de la rivière Yaracuy continua à sortir durablement via la contrebande hollandaise, qui offrait de meilleures marchandises, à meilleur prix. La concurrence entre transporteurs basques et hollandais stimula la production.
Comme la quantité de cacao importée en Espagne augmenta entre 1728 et 1748, le prix diminua : de 80 pesos la fanega de 52 litres en 1728, il tomba à 45 pesos.

#### Deux mille esclaves noirs importés en 1754 dans la province de Caracas
Sept ans plus tard, en 1755, le capital de la Compagnie Royale Guipuzcoana est augmenté et fixé à 1 200 000 pesos. Le cédule royale du 16 septembre 1754 l'autorise à introduire deux mille esclaves noirs dans la province de Caracas. Aux environs d'Ocumare de la Costa, trente kilomètres plus à l'est, la production est lancée ainsi en 1755 avec des esclaves. On compte en moyenne 6 000 à 8 000 arbres, par plantation au milieu du XVIIIe siècle, les deux plus importantes appartenant aux sœurs de l'immaculée conception, tandis qu'elles attirent ensuite quatre familles de colon des îles Canaries. L'arrivée des esclaves amena la colonie française du Darién, principale concurrente au Panama, à envisager la même expérience, aboutissant à la colère des indiens Kunas, qui chassèrent leurs associés français en 1760, mais se privèrent ainsi de débouchés commerciaux. Le Venezuela se retrouve en situation de quasi-monopole. Au début du XIXe siècle, il couvrira plus de la moitié de la demande mondiale de cacao,.

#### Quand les planteurs vénézuéliens passent du cacao au café
Dès la fin du XVIIIe siècle le cycle du cacao au Venezuela est cassé par la dispersion des esclaves, la guerre civile et la surproduction. Le cacao produit indéfiniment dès sa quatrième année et l'offre met du temps à s'adapter aux baisses de la demande. Par ailleurs, de nombreux planteurs vénézuéliens passent du cacao au café après la Révolution haïtienne pour quatre raisons:
- Saint-Domingue produisait la moitié du café mondial et la révolte des esclaves y a mis fin, générant une pénurie et une flambée des cours du café[54] ;
- le café remédie à un goulot d'étranglement du cacao, qui exigeait un système complexe de drainage et d'irrigation pour faire venir ou expulser l'eau selon la saison, aussi ne pouvait-on le semer que dans les petites plaines près des fleuves[55] ;
- le caféier ne demande que 3 ans pour grandir au lieu de 6 ans pour le cacao[55];
- les élites du Venezuela aspirent à des relations avec d'autres grands pays que l'Espagne, qui poussait à la production cacaoyère[54].

C'est ainsi qu'en 1810-1820, un cycle du café remplace le cycle du cacao au Venezuela. Au XVIIIe siècle, le pays du café est le Tachira. Au XIXe siècle, tout le centre du pays est conquis par la caféiculture.

### En Europe

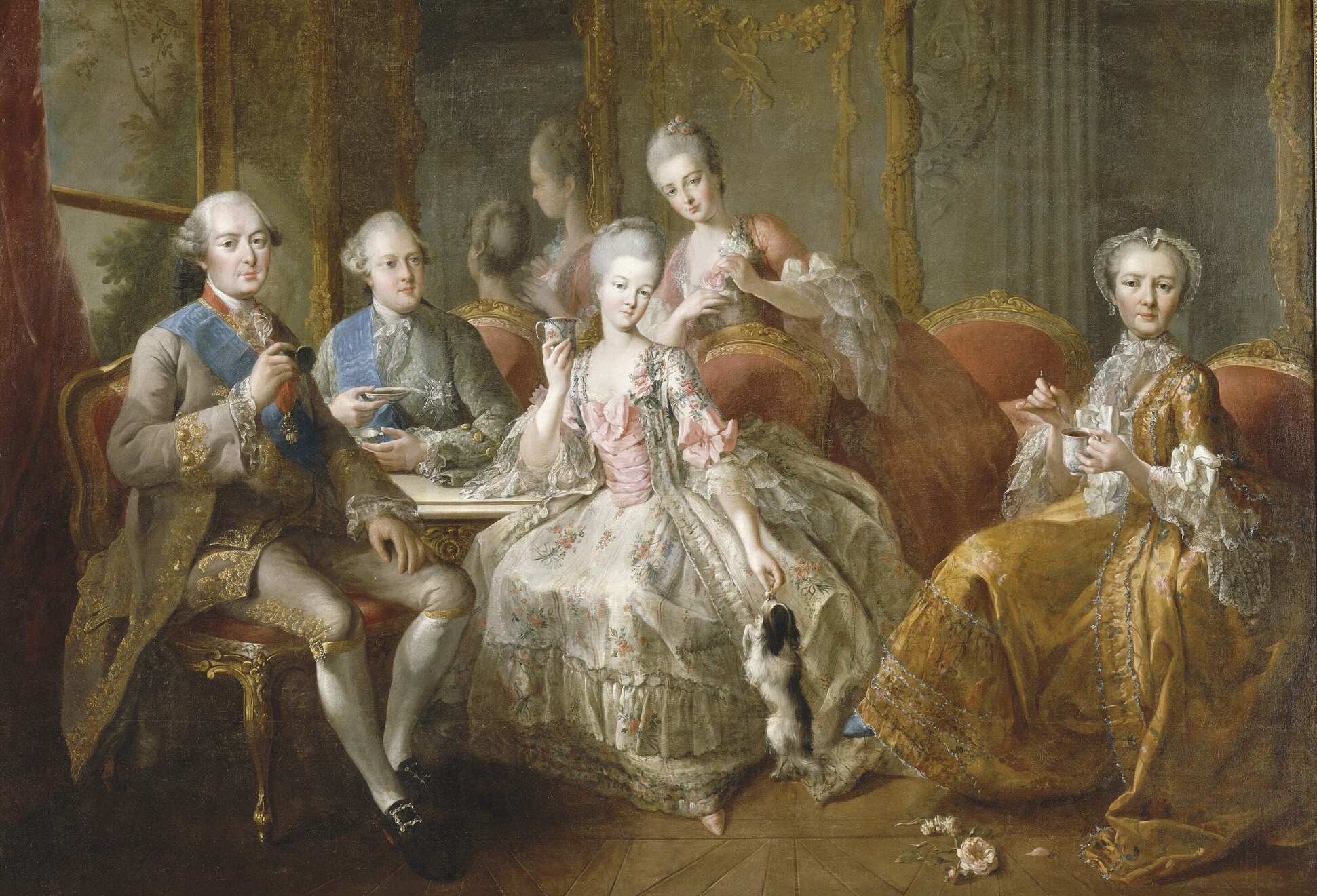
Une famille d'aristocrates français dégustant un chocolat chaud (La Famille du duc de Penthièvre en 1768, tableau de Jean-Baptiste Charpentier le Vieux).

Au XVIIIe siècle, le chocolat n'est encore qu'un produit exotique de luxe, fragile, coûteux à cultiver, transporter et surtout transformer. La culture du cacaoyer n'a pas encore traversé les océans, comme elle le fera au XXe siècle pour gagner l'Afrique, puis l'Asie et l'Océanie, grâce aux variétés trinitario et forastero, plus solides, qui représentent 95 % de la production actuelle. La progression des cultures est aussi tributaire des progrès techniques pour le broyage des fèves.

#### Recours à l'hydraulique
Dans les années 1700, les moulins mécaniques manuels servent à extraire le beurre de cacao, ce qui aide à créer du chocolat qui reste dur. Charles Churchman un médecin de la ville de Bristol, lance dès 1728 la première broyeuse hydraulique, et son entreprise est rachetée en 1761 par le quaker Joseph Fry, dont le fils et la veuve créent à leur tour une broyeuse de fèves de cacao utilisant la machine à vapeur. Un moulin à papeterie près de Berne en Suisse est aussi utilisé à partir de 1750 par deux italiens, tandis qu'en 1756, la première usine de chocolat est créée en Allemagne, où une seconde suivra en 1772 à Berlin.
En 1765, c'est à Boston que la Walter Baker & Company, une usine de chocolat à énergie hydraulique est créée par John Hannon, un technicien irlandais qui s'associe au médecin et chocolatier James Baker. Cette entreprise exploitera à partir de 1862 la marque « la belle chocolatière » en utilisant le droit d'exploitation qu'ils obtiennent du tableau au pastel sur parchemin de Jean-Étienne Liotard La Belle Chocolatière.

La belle chocolatière
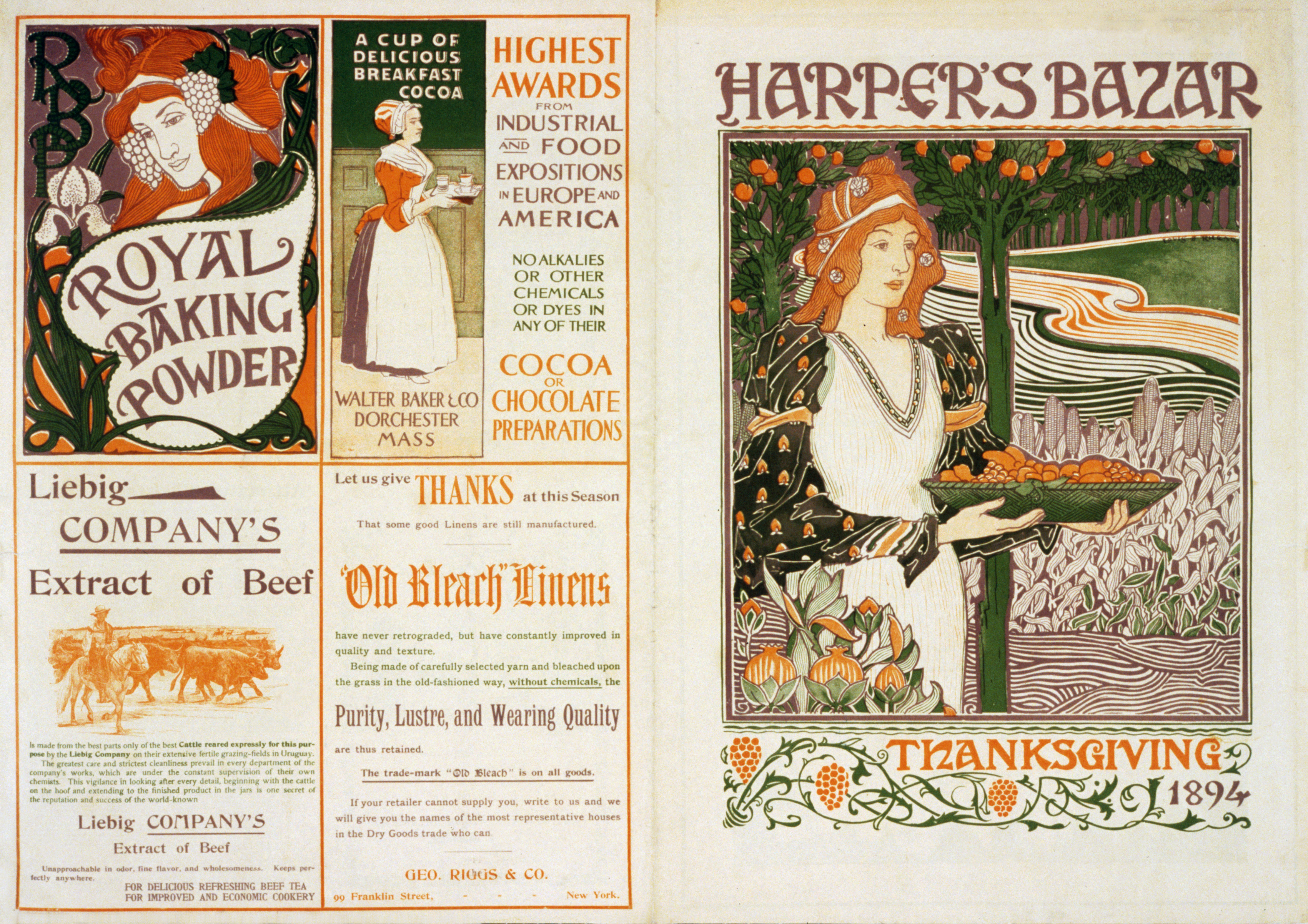
La deuxième publicité en haut (au dos de la couverture) présente la belle chocolatière sur une publicité de Walter Baker and Co.
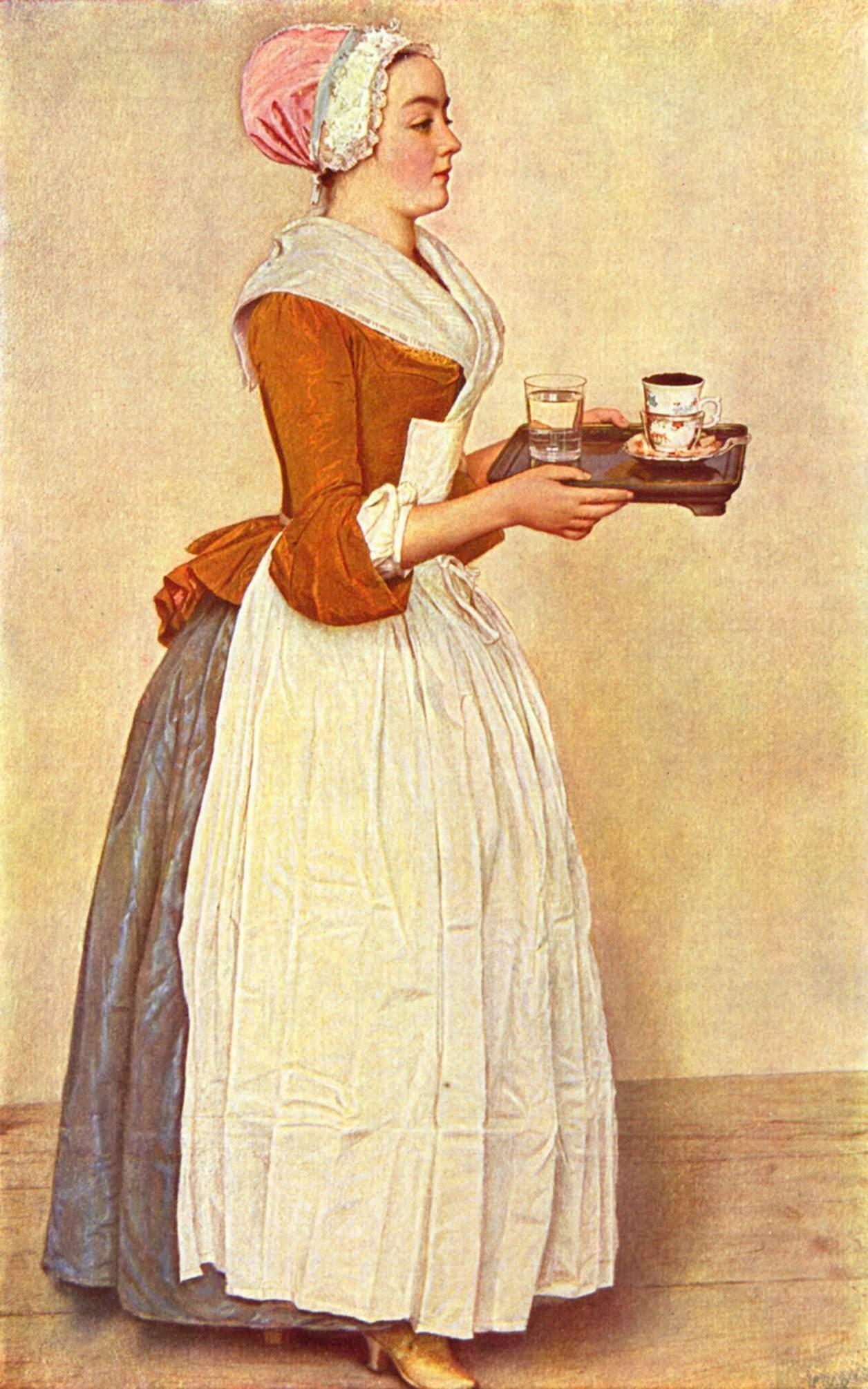
La Belle Chocolatière, 1744 Jean-Étienne Liotard

En 1778, une machine hydraulique est présentée par le français François Doret à la faculté de médecine de Boston.

#### Poids de la fiscalité
Mais la matière première coûte cher. Taxes, interdictions et cloisonnements des marchés règnent. En 1764, dans son Humble Mémoire de Joseph Storrs Fry, à l'attention de l'administration du Trésor, ce dernier signale qu'il paie un droit d'excise de 2,3 shillings par livre de cacao, en plus d'un coût de la matière première de 10 shillings environ, soit une taxation de près de 25 %. En 1776, une livre de chocolat représentait les revenus d'une semaine de travail pour un laboureur. En 1784, cette politique fiscale pénalisante est aggravée d'un fort protectionnisme, avec deux taxes : 5,1 shillings par livre de cacao importé, mais seulement 1,1 shilling par livre de cacao venant de possessions britanniques, alors pauvres en cacao selon les historiens. La Jamaïque se rattrapera au XIXe siècle.

### Au Panama
Le nom de Theobroma était donné par les Mayas à leur cacao, du cacao criollo, la variété la plus fragile mais la plus agréable au goût. Ce nom est repris par les espagnols, qui considèrent que le Theobroma est le cacao du Darién, au Panama, alors réputé le meilleur. Le naturaliste suédois Carl von Linné (1707-1778) donnera En 1753 ce nom à l'ensemble des cacaoyers, les différentes productions cultivées alors étant toutes fragiles.
Au Sud-Est de l'isthme du Panama, près de l'archipel de San Blas, les « Indiens des Sambres », appelés aussi Kunas exploitaient du cacao de longue date, en échange d'armes procurés par les boucaniers français se rendant au Rendez-vous de l'île d'Or. La production de la colonie française du Darién, sans existence officielle ni légale, est exportée, en contrebande, en Angleterre. Elle était d'autant plus importante que répartie sur 73 exploitations, avec plus de 100 000 pieds de cacao, selon la demande d'indemnisation déposée après que les Indiens ont expulsé les Français en 1760, craignant qu'ils n'importent des esclaves noirs, comme les espagnols venaient de commencer à faire au Venezuela. Les Kunas poursuivent la production cacaoyère sans les Français, vendant la marchandise à des négociants anglais de la Jamaïque ou de Londres.
Les chocolatiers anglais, dont Charles Churchman et Joseph Storrs Fry (1728-1787) commencent à importer de plus en plus du cacao du Panama et du Venezuela, ce qui engendre une politique fiscale anglaise très protectionniste dès 1784, Londres ne comprenant pas pourquoi la Jamaïque et les Antilles anglaises ne produisent pas plus de cacao.

### En Amazonie: le frein des jésuites portugais et de l'hévéa
Au Brésil, dès 1641, le voyageur jésuite espagnol Cristobal de Acuna (1597-1675) avait signalé des cacaoyers sylvestres en Amazonie brésilienne, près du port fluvial de Belém do Para, fondé en 1616. Mais c'est seulement en 1680 que la monarchie portugaise tente d'encourager la production, avec des résultats très médiocres pendant plus d'un siècle.
De 300 tonnes en 1680, la production de fèves avait atteint péniblement 1 300 tonnes en 1745. En 1746, plusieurs jeunes pousses de cacaoyer forastero, apportées par Louis-Frédéric Warneaux établi dans la région du Para, seront plantées dans la municipalité de Canavieiras sur les bords du rio Pardo, puis en 1752, au bord du rio Cachoeira, dans la municipalité d'Ilhéus, au sud de Bahia
Les planteurs brésiliens ne cessaient de se plaindre de la concurrence déloyale du cacao des missions jésuites, dont une grande partie provenait de la cueillette effectuée en forêt. Les colons obtinrent finalement gain de cause : en 1757, le Portugal sécularisa l'administration des missions brésiliennes, dans l'espoir que la production de cacao d'autres planteurs puisse prendre. Des franciscains prirent la place des jésuites. Au même moment, en 1755, pour développer l'Amazonie, le marquis de Pombal créa un monopole commercial du cacao au profit de la Companhia Geral do Grao Para e Maranhao. Cette nouvelle institution va de pair avec la plus grande liberté donnée aux indiens. Cependant, la production de cacao se maintint autour d'une moyenne annuelle d'un millier de tonnes
Le commerce du cacao brésilien se libéralisant en 1778, l'Amazonie connut un essor très modeste, malgré l'arrivée d'esclaves africains: 2 000 tonnes de cacao « Maragnan » forastero exportées en 1800, toujours concentrée dans la région amazonienne. Il faudra attendre 1870 pour atteindre 4 000 tonnes. Puis, dans le dernier quart du XIXe siècle, le succès de l'hévéa condamna les cacaoyères amazoniennes à l'abandon.

## XIXesiècle: Industrialisation et expansion

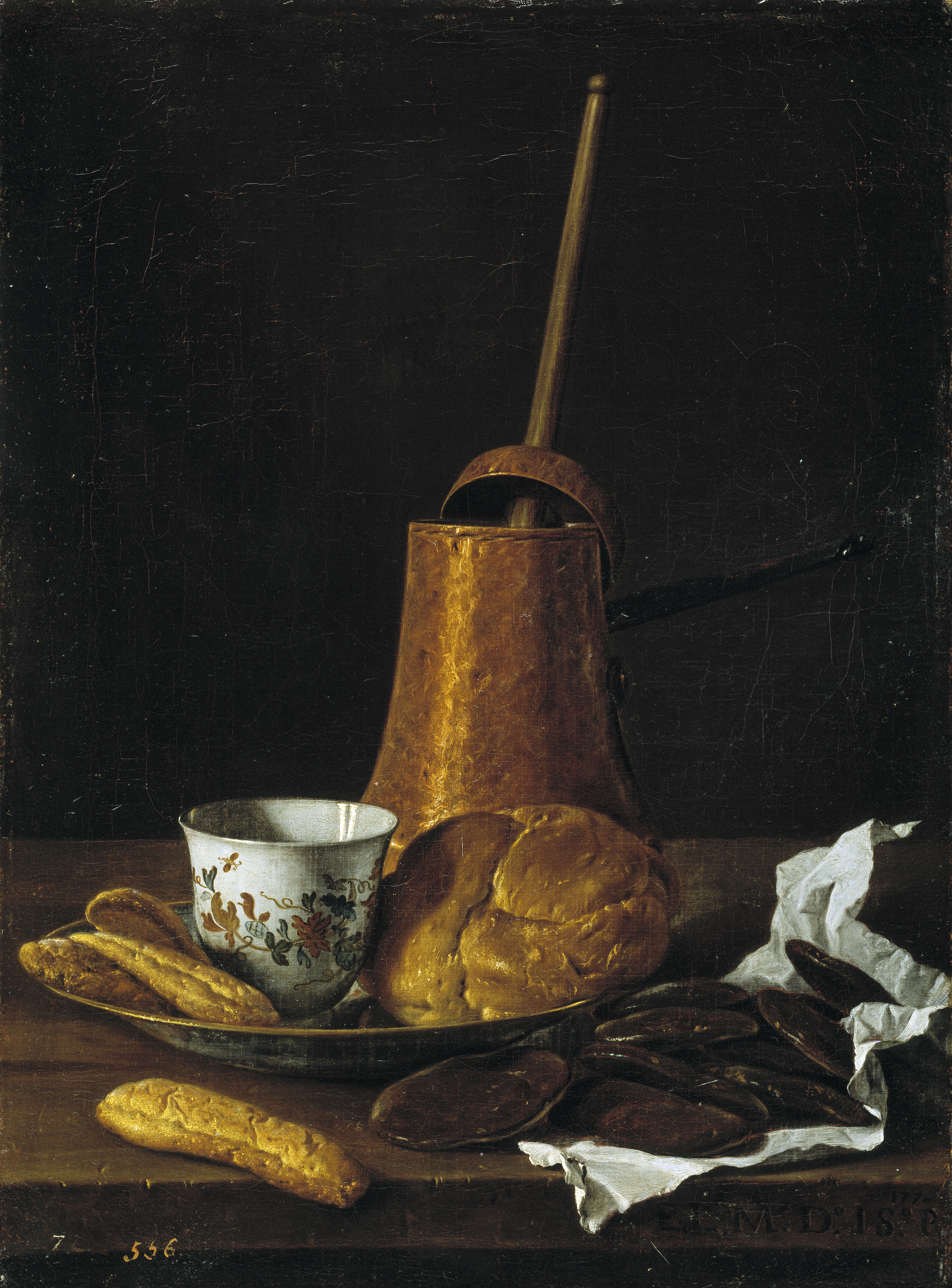
Nature morte avec un service de chocolat, tableau de Luis Meléndez 1770, Musée du Prado.

### Suisses et Allemands dans la province brésilienne de Bahia
Vers 1820, une nouvelle expérience de développement du cacao au Brésil fut tentée par une centaine de colons allemands et suisses sur la rive gauche du rio Cachoeira. Des sociétés exportatrices étrangères prospèrent, comme la maison Wild Berger et Compagnie, fondée à Bahia en 1829 par les frères Jetzler, des suisses.
Une seconde colonie allemande s'établit en 1852 sur le Rio Canavieiras[Quoi ?], puis étendit les plantations de cacao sur tout le littoral: en 1865, les exportations dépassaient déjà 800 tonnes, malgré la pénurie de main-d'œuvre. À partir de 1870, les sécheresses du Nordeste brésilien immigrants, puis l'abolition de l'esclavage de 1888 dans les zones sucrières du Recôncavo bahianais, favorisèrent les défrichements par de petits producteurs et l'expansion de la culture cacaoyère.
Profitant de l'expansion de la demande aux États-Unis, le Brésil devient le second exportateur mondial en 1900, avec 17 000 tonne, talonnant l'Équateur, grâce à un ruban de 650 km de long, parallèle au littoral, du rio Jequirka au rio Mucury et large de 120 à 150 kilomètres. Les petits propriétaires ont ensuite jeté l'éponge progressivement, en particulier après la crise des années 1930. En 1937, deux-tiers de la récolte annuelle -près de 130 000 tonnes -provenaient de grandes plantations, les fazendas, détenues par de grands propriétaires urbains. La plupart des ouvriers agricoles venaient de l'État voisin du Sergipe, du Ceará, ainsi que des zones arides du Nordeste.
Ilhéus fondée en 1534, profite à la fin du XIXe siècle des prix élevés, faute d'offre suffisante. Enrichis par le commerce avec les États-Unis, les colonels jouent les seigneurs décadents. La ville est mondialement connue pour avoir servi de cadre aux romans de Jorge Amado comme Gabriela, Cravo e Canela. Dans La Terre aux fruits d'or, il raconte que « les habitants d'Ilheus et de la région du cacao roulaient sur l'or et se baignaient dans le champagne(…) Des navires apportaient à Ilhéus les plus étranges chargements : orchestres de jazz, parfums onéreux, coiffeurs et masseurs, jardiniers, agronomes, plants d'arbres fruitiers venus d'Europe, aventuriers et voitures de luxe. C'était spectaculaire, on eut dit un cortège de carnaval. » Ensuite, les puissances coloniales ont mis le cacao hors-jeu lui imposant de lourdes taxes et de 1905 à 1935 la part de l'Amérique du Sud dans la production mondiale chuta fortement.

### En Europe: de nombreuses innovations

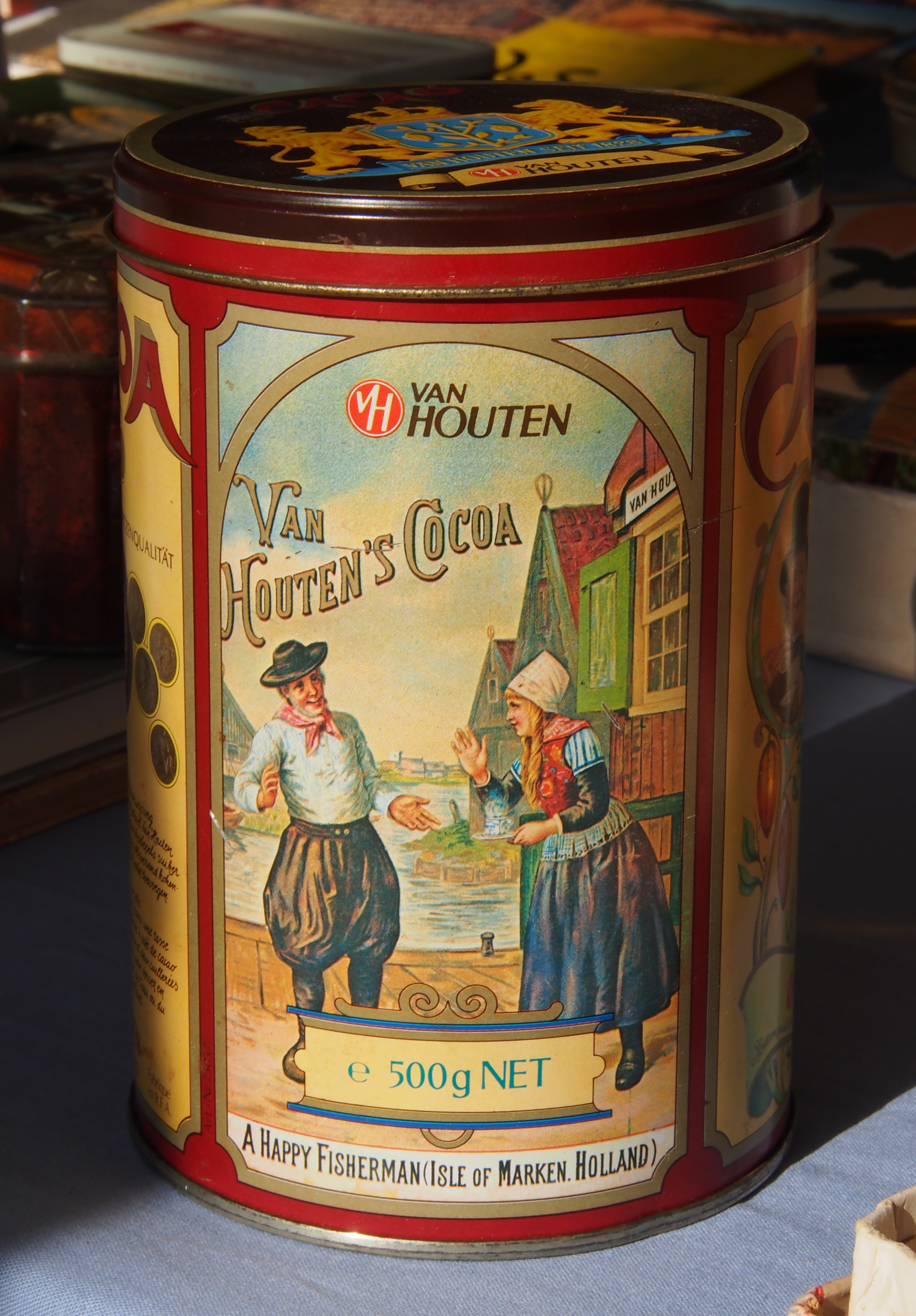
Boîte de cacao soluble Van Houten.

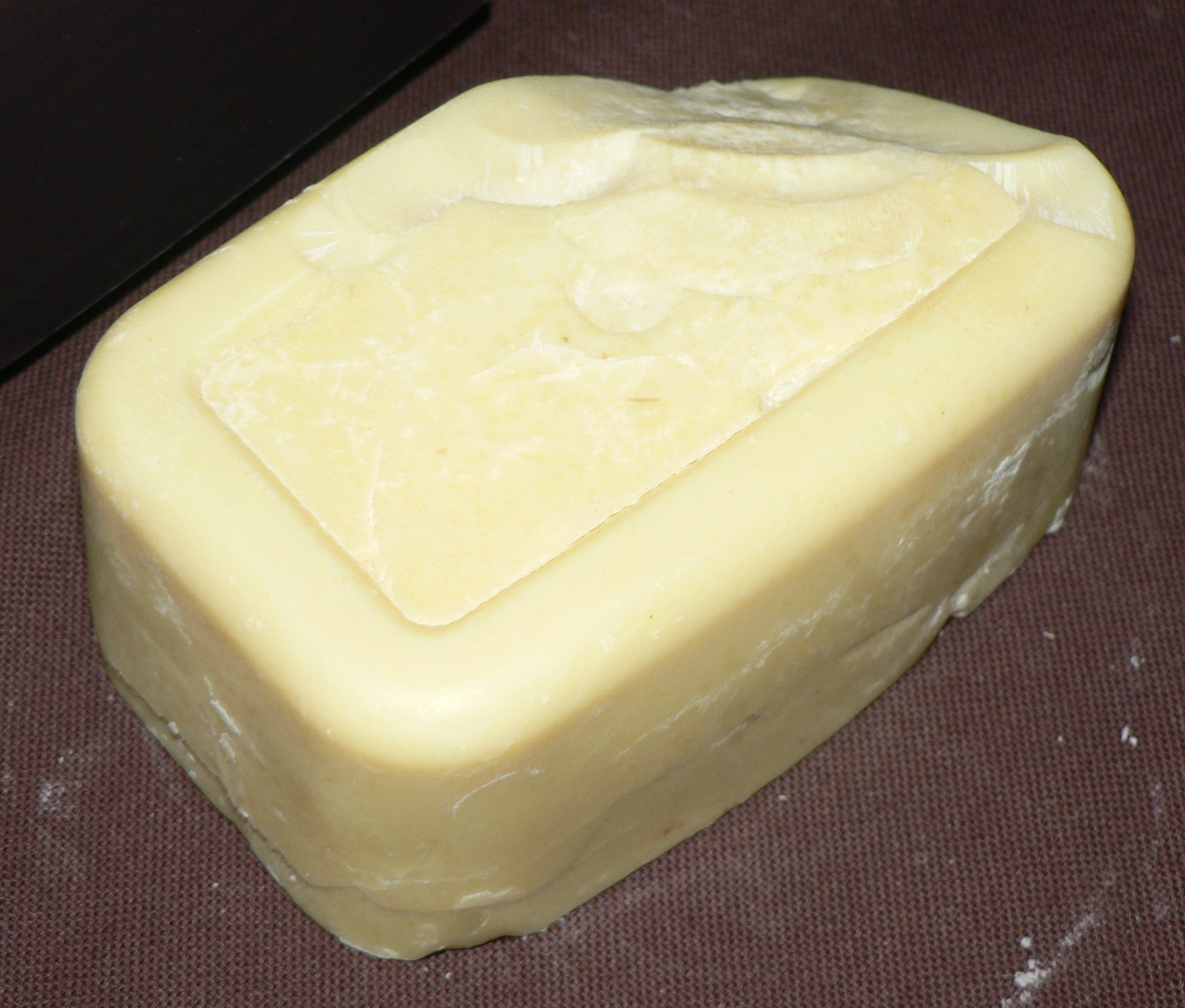
Bloc de beurre de cacao.

En 1814, le chocolatier Jules Pares a fondé près de Perpignan, dans les Pyrénées-Orientales, la première fabrique de chocolat de France, même si la Compagnie des chocolats et thés Pelletier et Cie en 1770 et les Chocolats Lombart en 1760, prétendent l'avoir précédé En 1815 à Amsterdam, Coenraad Johannes van Houten, créé l'entreprise qui porte son nom et invente en 1828 une poudre facile à délayer dans de l'eau ou du lait. Dans la seconde moitié du XIXe siècle, l'entreprise ouvre des usines en France, en Allemagne, en Grande-Bretagne, aux États-Unis et à Singapour.
En 1819, François-Louis Cailler crée la première fabrique suisse, suivi en 1825 par Philippe Suchard puis, cinq ans plus tard, par Charles-Amédée Kohler, qui a l'idée d'ajouter des noisettes. En Angleterre, Cadbury naît en 1824, fondée à Birmingham par John Cadbury, un autre Quaker. En 1840, les premières tablettes pressées, pastilles et figurines de chocolat sont produites en Belgique par la société Berwaerts,. L'italien Domenico Ghirardelli fera lui fortune lors de la ruée vers l'or de 1848.
Vers 1850, raconte Nikita Harwich dans son Histoire du chocolat, les fabricants extrayaient le beurre de cacao, vendu « trois ou quatre fois plus cher que le cacao lui-même », et le remplaçaient « par des huiles d'olive ou d'amandes douces, des jaunes d'œuf, du suif de veau ou de mouton ». Le scandale sera tel qu'il accouchera d'une loi établissant des normes à respecter dans les produits alimentaires.
Émile-Justin Menier, qui devient maire de Noisiel en 1871, y a fait passer la production de son usine de 400 tonnes en 1853 à 2 400 tonnes en 1862, année où il achète 1 500 hectares au Nicaragua, avant de faire défricher 6 000 hectares en 1865, à une quinzaine de kilomètres du bord du Lac Nicaragua, où 25 000 plants sont irrigués par un réseau de canaux, sur un site qui tente de concurrencer le projet du Canal de Panama, et desservis par un Brick de 154 tonneaux baptisé "Noisiel", construit par l'armateur Crouant de Nantes. Menier emploie aussi 325 ouvriers à Noisiel, avec un barrage sur la Marne et un système de réfrigération à gaz liquéfié. Malgré un coût de réalisation bien supérieur à celui du Nicaragua (un milliard de francs au lieu de 700 millions pour l'étude initiale), c'est le projet à Panama de Ferdinand de Lesseps, qui fut adopté en 1879. Plus cher, ce dernier tournera à la faillite puis au scandale.
Porté ces innovations, le dynamisme de l'offre permet une diminution progressive du prix du chocolat, qui se démocratise en seulement trente ans. Mais la consommation se répand de façon inégale. Les statistiques de consommation du début du XXe siècle montrent que la Hollande importe plus que la France, et l'Allemagne deux fois plus que la France. Les exportations mondiales progressent lentement, avec toujours seulement 14 000 tonnes en 1835.

### Venezuela bénéficiant de la remontée des cours du cacao au milieu du siècle
À partir de la fin des années 1830 et du début des années 1840, le poids respectif du café et du cacao joue sur la vie politique du Venezuela, en raison de la baisse très forte des cours du café au moment de la hausse des cours du cacao.
| Années               | 1831-32                 | 1833-34                 | 1837-38                 | 1840-41                 | 1842-43                 | 1844-45                | 1848-49                 |
| -------------------- | ----------------------- | ----------------------- | ----------------------- | ----------------------- | ----------------------- | ---------------------- | ----------------------- |
| Production de café   | 11,5 milliers de livres | 11,6 milliers de livres | 17,5 milliers de livres | 25,6 milliers de livres | 29,6 milliers de livres | 39 milliers de livres  | 39,3 milliers de livres |
| Cours moyen du café  | 9 cents la livre        | 11 cents la livre       | 9 cents la livre        | 9 cents la livre        | 8 cents la livre        | 8 cents la livre       | 6 cents la livre        |
| Production de cacao  | 7,2 milliers de livres  | 5,3 milliers de livres  | 5,8 milliers de livres  | 7,6 milliers de livres  | 8,9 milliers de livres  | 9,2 milliers de livres | 7,5 milliers de livres  |
| Cours moyen du cacao | 13 cents la livre       | 13 cents la livre       | 12 cents la livre       | 17 cents la livre       | 15 cents la livre       | 15 cents la livre      | 16 cents la livre       |

Surendettés, les planteurs de café se regroupent sur le plan politique. Le 20 août 1840, le leader libéral Antonio Leocadio Guzmán fonde le journal “El Venezolano”, puis le "Gran Partido Liberal de Venezuela (GPLV)".

### Nouvelle variété, le Trinitario

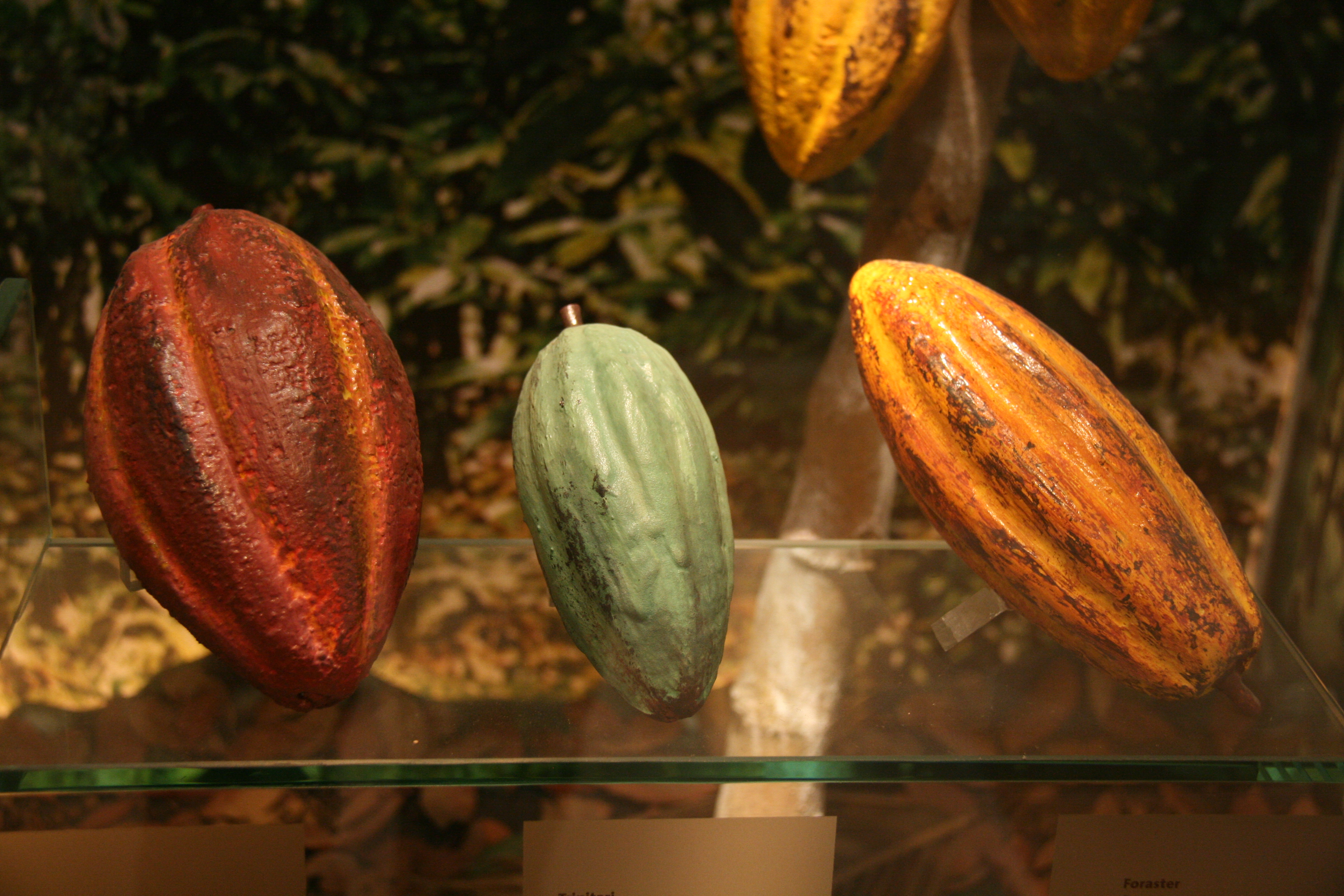
Trois variétés de cacao (de gauche à droite : criollo, trinitario et forastero). Musée du chocolat de Barcelone.

Trinité-et-Tobago connut un « âge d'or du cacao » entre 1870 et 1930, année où sa production était de 30 000 tonnes, puis une chute, face à la montée en puissance des pays africains. Cet âge d'or est passé par une greffe majeure. Tobago, la plus nord des deux îles, au large du Venezuela, avait été colonisées par des juifs hollandais d'Amsterdam dès 1622, dans le sillage de l'ancienne présence hollandaise autour des salines de Punta d'Araya, puis par des juifs granas de Livourne en 1660, emmenés par Paulo Jacomo Pinto. Le massacre d'Arena sur Trinidad, la grande île voisine, indique que les missionnaires capucins espagnols ne contrôlent pas encore parfaitement la région. Tobago restera très peu peuplée pendant encore un siècle : seulement 2 813 habitants en 1783 dont 2 082 Amérindiens, soit une proportion des trois-quarts, constatée dans aucune autre île de la Caraïbe.
Le cacao Criollo, introduit par les Espagnols en 1525 fut d'abord décimé en 1727 par des épidémies (Phytophthora) amenant les planteurs à créer en 1757 un mélange avec l'autre variété, plus robuste, le forastero, pour créer le cacao Trinitario. Cette innovation est soutenue en 1783 par l'arrivée d'immigrants français créoles, alors que Tobago est encore très peu peuplée.
Dans les années 1780 et au début des années 1790, les navires anglais dominent le trafic de Port-aux-Espagnols, sur Trinidad.
À partir de 1789, les Amérindiens ne représentent plus que 11 % de la population. Les frères moraves, protestants, arrivent en 1790, tandis que navires et récoltes disparaissent dans l'ouragan de 1793. L'archipel devient anglais en 1697. Parmi les colons français, le comte Charles Joseph de Lopinot (1738-1819), ex-planteur de sucre de Saint-Domingue, se réfugie en 1806, construit une église et une ferme dans un site qui porte son nom.
Fort de sa réussite, le cacao Trinitario est introduit au Sri Lanka en 1834 et en 1880. Sa culture s'étend ensuite à Singapour, aux îles Fidji et Samoa, en Tanzanie, à Madagascar et à Java.
Dès 1830, Trinité-et-Tobago était le troisième producteur au monde après le Venezuela et l'Équateur. La pénurie de main-d'œuvre dans les plantations fut compensée entre 1838 et 1917 par l'arrivée de 500 000 Indiens dans la Caraïbe dont une partie à Trinité-et-Tobago, qui reçoit aussi en 1860, dans la région de Grande Riviere, des immigrants du Venezuela.

### En Équateur: expansion des plantations à partir de 1870
Dès la fin du XVIIe siècle, les marchands juifs installés à Tucacas s'aventuraient avec des convois de mules jusqu'en Équateur. Ensuite, les règlementations espagnoles ont limité la production. Un siècle et demi plus tard, les progrès dans le broyage ont incité les industriels à tenter de cultiver dans de nouveaux pays : le journal Informes de Hazcienda raconte l'exploitation de maisons de commerce belges, danoises et suédoises en Équateur dans les années 1840. Mais elles peinèrent à diffuser leurs produits textiles au-delà de Guayaquil ou à drainer le cacao, dont le financement reste aux mains locales, grâce à la banque Luzuriaga, d'origine basque. Sur dix maisons de négoce ou de finance en 1900, une seule était étrangère l'Andean Trading Company.
Le forastero fut testé en Équateur, sous une forme différente des autres forastero qui s'installeront plus tard en Afrique. C'est un cacao de « haute qualité », à l'instar du cacao Criollo de l'Amérique centrale, mais beaucoup plus résistant aux maladies et qui offre des rendements plus élevés. La construction de la ligne de chemin de fer entre Guayaquil, sur la côte, et Quito, à 2 850 mètres d'altitude, un voyage de 450 km exigeant jusque-là 15 jours, favorise la sortie du cacao, qui est aussi cultivé dans la plaine le long de canaux. Le président conservateur de l’Équateur, Garcia Moreno, entama en 1875 la construction des 25 premiers kilomètres. La ligne, qui traverse les Andes pendant les trois-quarts du voyage, n'est achevée qu'en 1907.
De 1870 à 1910 les exportations de l'Équateur passent de 10 000 à 40 000 tonnes. En 1920, elles atteignent 50 000 tonnes, ce qui en fait le leader mondial avec un quart à un cinquième de l'offre mondiale.
Les ports de Liverpool, Brème et Hambourg, puis, plus tard, Le Havre reçurent les plus gros arrivages.
Mais ce boom va plus vite que la demande. Le prix du cacao est en chute libre dès 1907, alors que le cacao représente 67 % des exportations d'un pays à qui il rapporte 250 millions de dollars par an en moyenne.
À partir de 1910, la concurrence du Ghana se fait sentir. Des épidémies dans la production cacaotière succèdent à une crise de surproduction mondiale survint pendant et après la Première Guerre mondiale. La production du pays et divisée par cinq en dix ans, tombant à 10 000 tonnes en 1930. Les vallées cacaoyères du nord de Guayaquil sont laminées dans les années 1920, la crise atteint son point culminant en 1922, après que les cours ont été divisés par cinq en deux ans, et les paysans passent à la culture de la banane, sur la plupart des lieux où était cultivé du cacao. La Banque commerciale et agricole de l'Équateur joue un rôle majeur dans la crise, qui débouche sur la « révolution de juillet » menée par de jeunes officiers issus des classes moyennes.

### Des îles à l'Afrique, nouveaux territoires africains du cacao

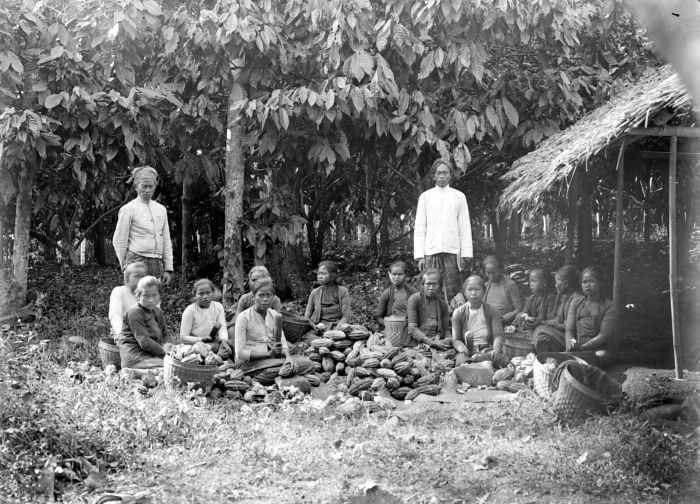
Ramasseurs de cacao en Indonésie, 1918

Entre 1895 et 1920, la part de l'Amérique latine dans l'offre mondiale de cacao passe de 95 % à 40 %, en raison de la montée en puissance des îles africaines de Bioko (Fernando Poo) et surtout São Tomé, puis du Ghana et du Nigeria. Le chocolat subit au même moment des modifications de sa formule, par des géants industriels se mettent à l'acheter sur tous les continents, comme l'anglais Cadbury, qui rachète en 1919 la société de Francis Fry, puis dans les années 1930 le hollandais Nuts et l'américain Mars, basé à Chicago.
Dès 1822, Jose Ferreira Gomes avait importé sur l'île de Príncipe, dans l'archipel de São Tomé, proche des côtes africaines, la variété de cacao forastero venue du Brésil, où il détenait des plantations, mais a fui l'indépendance. C'est aussi à São Tomé, trente ans plus tard, que le Portugais José Maria de Sousa e Almeida, le « baron d'Água Izé » développe le cacao. Des plantations de cacao couvrent 90 % de São Tomé et Príncipe.
Ce sont de petits paysans ghanéens qui, après avoir travaillé dans les cacaoyères de l’île espagnole de Bioko (golfe du Biafra), ont ensuite planté du cacao dans leur pays en 1879. L'année suivante, pour dénoncer l'esclavage qui perdure à São Tomé malgré l'abolition de 1878, l'industriel anglais Francis Fry, premier chocolatier au monde, à Bristol, avec 1 500 ouvriers, refuse d'en importer du cacao et se tourne vers le Ghana. Malgré cela, dès 1900, São Tomé était le deuxième producteur mondial, avec 13 900 tonnes par an. La production de « L'île chocolat » culminera à 36 000 tonnes en 1913, après avoir été rattrapé en 1911 par le Ghana.
Le 26 septembre 1908, le journal anglais Standard reproche à Cadbury d'importer du cacao cultivé par des esclaves à Sao Tomé. La riposte est immédiate : le 29 novembre 1909, le chocolatier intente un procès, devant le Tribunal de Birmingham, contre le quotidien "Standard", pour diffamation. Il gagne sur le fond mais sans obtenir de dommages et intérêts. Entre-temps, le 15 mars 1909, les trois fabricants anglais, Fry, Cadbury et Rowntree, de York, décident de cesser tout achat à Sao Tomé.

## XXesiècle: Afrique de l'Ouest, nouveau leader de la production mondiale
La production de cacao ghanéen a été multipliée par vingt dans la première décennie du XXe siècle. Le pays devient ainsi leader mondial. Le cacao ne se développe vraiment qu'au XXe siècle dans les trois pays africains qui vont dominer la scène mondiale du cacao: Ghana, Nigeria, et Côte d'Ivoire. Grâce à eux trois, la production mondiale est multipliée par 25 entre après 1900 et 1994. Ils passent du cacao Criollo au Forastero, variété plus solide, plus résistante aux maladies et plus productive.
Les producteurs de cacao font face au XXe siècle à une forte concentration. Cinq entreprises représentent 70 % de la transformation du cacao et six multinationales du chocolat 80 % du marché du chocolat. Trois sont américaines : Hershey's, Mars, Philip Morris Kraft-Jacobs-Suchard-Côte d’Or). Les trois autres sont européennes : Nestlé (Suisse), Cadbury-Schweppes (Royaume-Uni) et Ferrero (Italie). Le comportement de ces acteurs de l’aval est souvent critiqué car ils sont suspectés d’oligopsone, capable exercer une pression sur les prix à la production. Leur puissance a accompagné l'absorption ou élimination des petits exportateurs, traitants et intermédiaires, afin de sécuriser les approvisionnements.

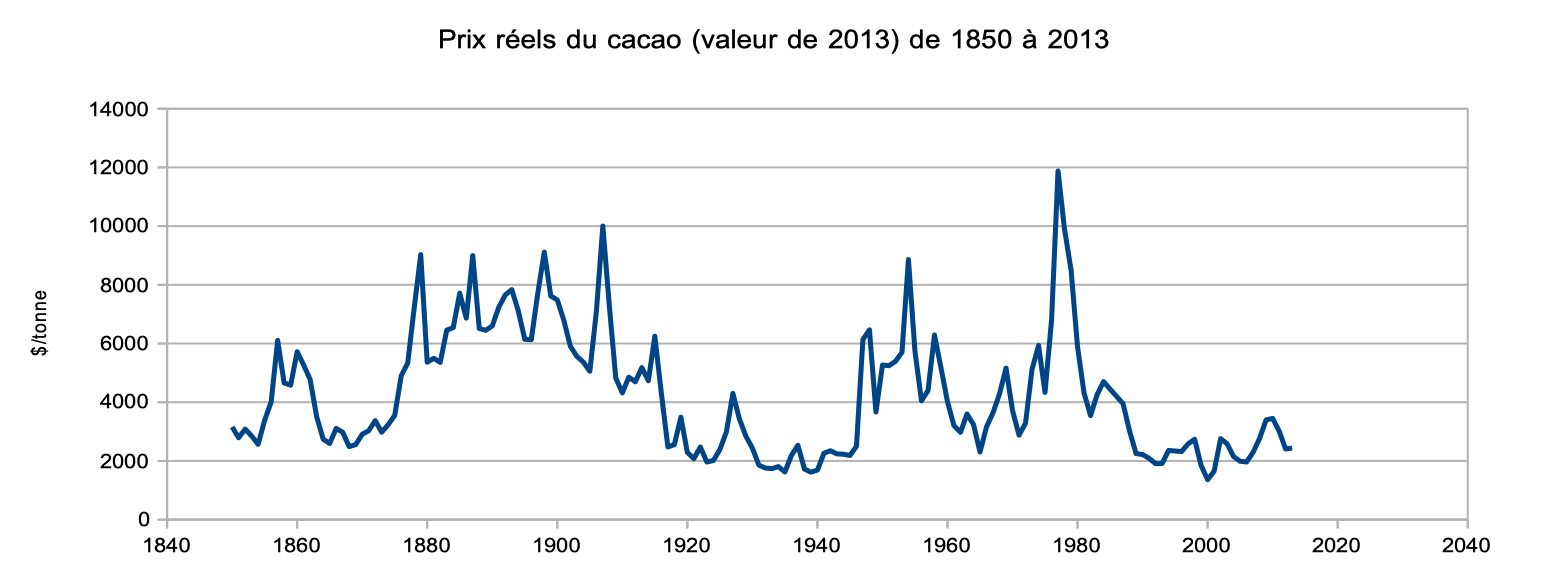
Prix réel (en dollar de 2013) du cacao sur les principales bourses mondiales (d'abord Hambourg pour le XIXe siècle puis Londres et New-York pour le XXe siècle.

### Au Ghana

#### Cinq décennies de très forte croissance: 1879-1932
Apparue au Ghana dès 1871, dans la région hollandaise, la culture du cacao s'y développa après 1879, grâce aux exportations vers l'Angleterre. Les anglais rachètent les colonies danoises en 1850 et les hollandaises en 1872. L'industriel anglais Francis Fry, premier chocolatier au monde, a en effet décidé de se passer du cacao de São Tomé pour protester contre le fait que l'esclavage y perdure dans les faits, malgré l'abolition de 1878.
La croissance cacaoyère a en particulier été favorisée par la chute des prix de l’huile de palme, culture rivale, ainsi que par une forte pression démographique et le succès commercial et financier des exportations de caoutchouc, qui a permis aux négociants et planteurs de réunir le capital nécessaire pour développer aussi le cacao.
Le cacao est cultivé dans la partie est du Ghana, très peuplée, celle du peuple ashanti et de sa capitale Kumasi, prise par les anglais en 1874, dans l'arrière-pays d'Accra, sur des plantations appartenant à des ghanéens. Cette région, riche en or, fut aussi pionnière de l'histoire de la culture de l'hévéa, en recevant la première, dès 1893, des graines d'hévéa des Jardins botaniques royaux de Kew à Londres. L'hévéa fera l'objet d'annexions dans le nord, au détriment des possessions allemandes et françaises. En 1901, la révolte ashanti contre le gouverneur Frederic Mitchell Hodgson, est écrasée et le royaume ashanti proclamé colonie britannique.
De 1900 à 1908, les exportations du Ghana passent de moins de 1 000 à 20 000 tonnes, puis doublent en deux ans pour atteindre 40 000 tonnes en 1912, après 26 000 tonnes en 1911, soit pour la première fois plus que Sao Tomé.
Le Ghana devient premier producteur mondial en 1911. Il le restera jusqu'en 1978, lorsqu'il est dépassé par la « ceinture du cacao » ivoirienne, déployée en cercles concentriques autour d'Abidjan, à l'instigation d'un ex-petit planteur devenu président de la République ivoirienne, Félix Houphouët-Boigny. L’adoption de nouvelles cultures par les paysans s'est faite grâce à la réduction des coûts de transport, entraînée par les investissements dans les chemins de fer et les routes. L'administration coloniale anglaise, même si elle n’a pas établi de système de titres fonciers, a maintenu le droit coutumier indigène à posséder les arbres, indépendamment des conséquences de litiges ultérieurs sur la propriété des terres. Les planteurs ont ainsi joui d’une sécurité de bail rassurante, et suffisante pour investir dans les cultures arboricoles.
En Côte d'Ivoire, le cacao n'est signalé qu'en 1890, accompagnant de petites plantations de café dans la région occidentale, très peu peuplée, qui fait frontière avec le Liberia. Le colonisateur français se concentre alors sur le Sud-Est ivoirien, pour endiguer la présence anglaise au Ghana, avec quelques timides encouragements au café. Une dizaine de petites plantations de cacao apparaissent en 1895, sur des sols pauvres, mais sans succès : la Côte d'Ivoire ne produit que deux tonnes en 1904.
En 1919, 10 000 tonnes sont produites en Côte d'Ivoire, quatorze fois moins que les 140 000 tonnes de la Gold Coast ghanéenne, qui contrôle un tiers de l'offre mondiale. Les efforts français, à partir de 1912, pour développer la production reposent en effet sur du travail forcé dans les « champs du commandant », sur un territoire en pleine « pacification », même si quelques années plus tard, la propriété individuelle et des prix incitatifs apparaissent. En 1932, le retard ivoirien se confirme: 32 000 tonnes, huit fois moins que les 260 000 tonnes de la Gold Coast ghanéenne, qui a doublé sa production en treize ans, le bon réseau d'évacuation et les prix incitatifs permettant d'intenses défrichages à l'est, sur de nouveaux territoires. Au Ghana, la principale ligne ferroviaire relie Accra à Takoradi, en passant par Kumasi, en arc-de-cercle.

#### Soutien des prix producteurs, flambée des cours de 1947 et aspects politiques
Le ministère britannique de l'Alimentation établit en 1939 un contrôle gouvernemental sur le marché du cacao, confié en août 1940 au "West African Cocoa Control Board", dont il est le seul client britannique. À la fin du conflit mondial, le système sera remplacé par un "Marketing Board" dont les agents seront les firmes négociante et qui a pour mission d'assurer un revenu garanti aux producteurs. Le système de contrôle gouvernemental sera généralisé dans les années 1945-1950 car la baisse de la production mondiale provoquée par diverses maladies des cacaoyers et la relance de la demande suscite quelques inquiétudes. De fait, le prix moyen du cacao sur le marché mondial, qui était en 1932-1937 de 4,4 cents la livre atteint 40 cents en 1947.
Les planteurs ghanéens forment une petite bourgeoisie noire, assez prospère pour employer une main-d'œuvre immigrée importante venue de Haute-Volta et pour influer sur la vie politique. En 1951, la récolte est de 275 000 tonnes, mais les planteurs ashanti accueillent mal l'abattage de cacaoyers pour cause de swollen shoot, la maladie qui l'affaiblit. Le parti politique fondé en 1947, l'"United Gold Coast Convention", est débordé sur sa gauche par le "Convention People's Party", créé en 1949 par Kwame Nkrumah. Après avoir été emprisonné, ce dernier triomphe aux élections de 1951, puis 1954.
Dans les années 1950 et 1960, l’administration du président Kwame Nkrumah a mis sur pied un organisme gouvernemental chargé du rôle d'acheteur monopolistique de toute la production de cacao du pays: l’UGFCC. Mais cette administration ne cessa d’augmenter la taxation des exportations de cacao, pour financer les dépenses publiques du Ghana en général, ce qui a pénalisé les planteurs: ceux-ci, en retour, furent amenés à exercer un grand rôle dans la destitution de Kwame Nkrumah en 1966. Celui-ci avait commis l'erreur de diminuer le prix d'achat du cacao aux planteurs, d'où la création d'un parti ashanti, le "National Liberation Mouvement". Ce parti sera cependant marginalisé à l'indépendance de 1957. Son successeur, le Conseil National de Libération, augmenta la rémunération des producteurs mais a subi la baisse des cours du cacao sur le marché mondial, découlant de la montée en puissance de grands concurrents: Malaisie, Indonésie, Côte d’Ivoire et Brésil. Les coups d'État militaires de 1966 et 1972 seront en particulier suivis d'un déclin de la part ghanéenne sur le marché du cacao. À partir de 1970, l’économie du Ghana a vécu un effondrement continu: dès 1983, le PIB réel par habitant avait chuté d’environ 40 %, avec pour conséquence un quatrième coup d’État en quinze ans. À l’inverse, la Côte d’Ivoire bénéficiait dès 1980 d'un PIB réel par habitant deux fois supérieur à celui des années 1960. Mais dès 1983, le Ghana a connu une reprise durable, aux dépens de la Côte d’Ivoire, qui vivra son premier coup d’État en 1999, puis la guerre civile et l’agitation ethnique.

### En Côte d'Ivoire
François-Joseph Reste de Roca (1879-1976), gouverneur général de Côte d'Ivoire, décide en 1932 un programme de relance, avec un « syndicat ivoirien d'acheminement de la main-d'œuvre » et l'annexion de six provinces de la Haute-Volta, l'actuel Burkina Faso. En poste depuis 1930, il déclare la colonie spécialisée dans le café-cacao. Mais en 1939, la production ivoirienne ne dépasse toujours pas 55 000 tonnes. C'est près de six fois moins que les 300 000 tonnes de la Gold Coast, qui a pourtant été freinée à partir de 1936 par les dégâts d'une maladie du cacaoyer, le swoolen shoot, amenant à créer un institut de recherche spécialisé, dont s'inspirera le voisin ivoirien en 1946.
Les quinze années précédant l'indépendance en 1960 voient la Côte d'Ivoire atteindre le seuil de 300 000 tonnes, grâce à une nouvelle politique misant sur un meilleur réseau routier, pour favoriser les petits planteurs locaux, ainsi qu'aux efforts du syndicat des agriculteurs créé en 1944 par le futur président ivoirien, Félix Houphouët-Boigny, lui-même planteur.
Après l'indépendance, le choix du président Félix Houphouët-Boigny de privilégier le secteur primaire au secondaire va permettre au cacao de connaître un développement fulgurant : entre 1960 et 1970, les cultures de cacao triplent leur production atteignant 312 000 tonnes, celles de café augmentent de moitié, passant de 185 500 à 275 000 tonnes.
L’État ivoirien, par l’intermédiaire de la Caisse de stabilisation et de soutien des prix des productions agricoles (Caistab), qui garantit chaque année un prix d’achat minimum aux productions des planteurs (inférieur à ceux du marché mais jugé satisfaisant), se garde le monopole sur les exportations de café, de cacao et de coton. Des ressources considérables sont ainsi dégagées pour financer les projets nationaux.

### Accords internationaux
En 1962, deux ans après l'indépendance de la Côte d'Ivoire, est signé l'Accord international sur le café, pour une période de cinq ans. La première conférence des Nations unies a lieu à la demande du Groupe d'étude du cacao de la FAO, du 26 septembre au 24 octobre 1963, pour étudier un des Accords internationaux de produits les plus demandés. L'objectif est d'imposer de quotas de vente (variables) aux pays produisant plus de 10 000 tonnes de cacao par an, sauf ceux produisant la meilleure qualité, la fixation d'un prix international et la création d'un fonds financé par les exportateurs pour aider les pays producteurs à supporter la charge des stocks qu'impliquait automatiquement le respect des quotas. De profondes divergences sur le problème des prix et celui des quotas, empêchent d'aller vers une politique très contraignante, en particulier après la Conférence de 1972 sur le cacao qui a institutionnalisé la procédure du consensus
Juste après se produit le premier choc pétrolier, Les premiers succès obtenus par les pays producteurs de pétrole ont déplacé l'accent vers l'action unilatérale. Face aux difficultés et aux lenteurs de l'élaboration d'accords paritaires consommateurs-producteurs, ces derniers sont tentés d'imiter l'OPEP et de se passer du concours des pays consommateurs..
Dès 1979, afin d’enrayer la chute des prix, l’État ivoirien tente un boycott des cours mondiaux. La Côte d'Ivoire est ensuite victime, en 1983 et 1984, d’une sécheresse qui ravage 250 000 hectares de café et de cacao. L'année suivante, les cours mondiaux entament une baisse structurelle, qui va durer jusqu'en 1994. Un deuxième plan de rétention est lancé en 1986. L’État, qui achète alors aux planteurs au double des prix pratiqués sur le marché, voit en mai 1987 sa dette extérieure atteindre 10 milliards de dollars, obligeant Félix Houphouët-Boigny à suspendre unilatéralement les remboursements, puis à geler en juillet les exportations afin de forcer les cours mondiaux à augmenter. Mais, en novembre 1989, il se résigne à liquider son énorme stock de cacao aux grands négociants, à la moitié du prix qu'il l'avait acheté. Dans les années 1990, le pays se dote d'une nouvelle corde à son arc, en se fixant pour objectif la transformation sur le sol ivoirien de la moitié de la récolte mondiale: il ne défie plus seulement les pays consommateurs mais se place parmi eux, en encourageant la création d'usines de chocolat. Parmi les grands groupes de négoce qui facilitent l'expansion du cacao ivoirien, en développant les infrastructures de fabrication et de transport, le Groupe ivoirien SIFCA, dirigé par Yves Lambelin.

### Rajeunissement du verger brésilien
Le Brésil a suivi la progression de la Côte d'Ivoire, mais sans l'égaler. On estimait en 1966 à 60 % la proportion des arbres brésiliens de plus de 40 ans. De nouveaux défrichements au sud du rio Canavieiras[Quoi ?] permirent le rajeunissement : en 1984, plus de 50 % des cacaoyères avaient moins de 20 ans. Les rendements augmentèrent, de 300 kg à l'hectare en 1963 à 750 kg au début des années 1980. La production brésilienne atteignit en 1984 le record de 430 000 tonnes, au 2e rang mondial derrière la Côte d'Ivoire.

## XXIesiècle: prospectives et enjeux
L'un des enjeux pour le moyen et long terme est l'adaptation de la culture des cacaoyers au changement climatique. En 2012, Naga Coulibaly, secrétaire général du Copal (alliance des pays producteurs de Cacao) a alerté la communauté internationale sur le fait que l'Afrique fournit 70 % de la production mondiale, et que selon les modèles du réchauffement climatique, elle sera très affectée par les changements globaux ; « S'il n'y a pas une réaction rigoureuse aux menaces, il va sans dire que [...] dans cinquante ans ou un siècle on ne pourra plus avoir du cacao ». Les plants sont déjà affectés par ces changements : dans une région productrice de Côte d’Ivoire, la grande saison des pluies a été réduite de 30 jours environ, passant de quatre à trois mois (de 1956 à 2009), ce qui se traduit par des baisses de production (la saison 2004-2005 n'a fourni que l'équivalent de 36 % de celle de 1981-1982, de même que pour le café, autre ressource importante (43 % de la production de 1981-1982 récoltée en 2004-2005). Il existe un cycle naturel de variation de pluviométrie, mais dans ce cycle les sécheresses récentes sont anormalement intenses et longues.
Un autre enjeu est la lutte contre le travail forcé des enfants dans les plantations.

### Évolution des grands producteurs mondiaux sur la décennie 2010
L'évolution des grands producteurs mondiaux sur la décennie 2010 reste dominée par le leader incontesté qu'est la Côte d'Ivoire, selon Arcadia, déclinaison africaine du Rapport Cyclope. À elle seule, elle représente 40 % de l'offre planétaire de petites fèves et produit deux fois plus que son suivant immédiat et voisin d'Afrique de l'Ouest, le Ghana. Sur les cinq premiers producteurs mondiaux, quatre sont des pays d'Afrique de l'Ouest.
| Pays          | 2012/2013 | 2013/2014 | 2014/2015 | 2015/2016 |
| ------------- | --------- | --------- | --------- | --------- |
| Côte d'Ivoire | 1 440     | 1 740     | 1 790     | 1 580     |
| Ghana         | 835       | 897       | 740       | 778       |
| Indonésie     | 410       | 375       | 325       | 350       |
| Nigeria       | 238       | 248       | 195       | 200       |
| Cameroun      | 225       | 211       | 232       | 250       |
| Brésil        | 185       | 228       | 230       | 140       |
| Équateur      | 192       | 234       | 259       | 232       |

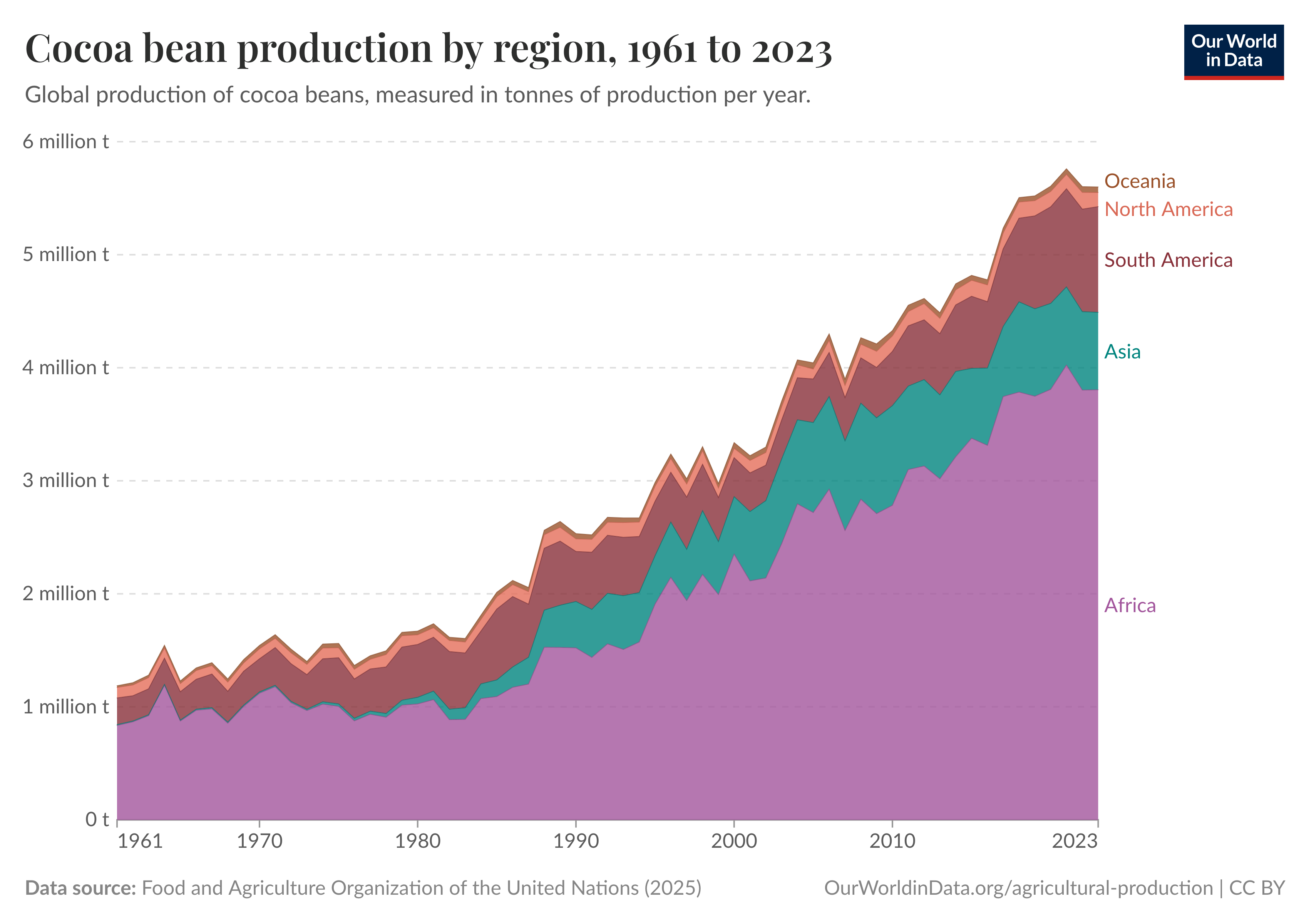
Volume de production de cacao, par région du monde, depuis 1961 (données : FAO)
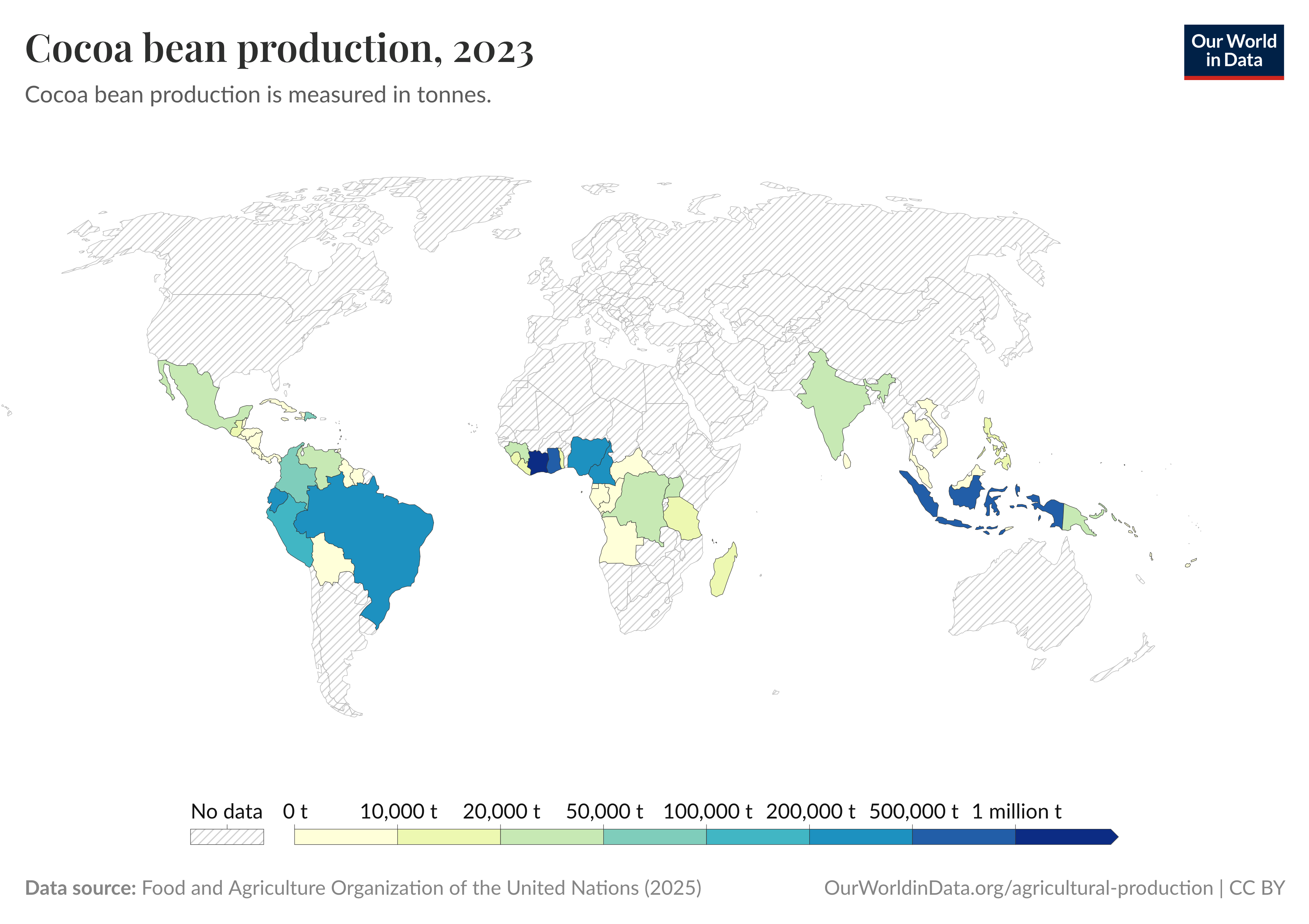
La production mondiale de cacao en 2023, par pays